# Champignon
Ce taxon est aujourd'hui obsolète. Dénomination actuelle : Fungi (ou Mycètes), Oomycota, Chytridiomycota et Mycetozoa.
Taxons concernés
Domaine Eukaryota
- dans le règne des Opisthokonta :
  - Sous-règne des Eumycota
    - Embranchement des Archemycota
      - Classe des Chytridiomycetes
      - Classe des Zygomycetes

    - Embranchement des Ascomycota
      - Classe des Ascomycetes

    - Embranchement des Basidiomycota
      - Classe des Basidiomycetes

  - Sous-règne des Rozellomyceta[1]
    - Embranchement des Microsporidia
- Chromista
  - dans le sous-règne des Stramenopiles ou Heterokonta
    - Incertae sedis
      - Classe des Labyrinthulomycetes
      - Classe des Oomycetes
      - Classe des Hyphochytriomycetes
- dans le sous-règne des Amoebozoa
  - Mycetozoa
- …modifier

Les champignons sont des eucaryotes pluricellulaires ou unicellulaires. Le taxon « champignon » est devenu ambigu et considéré par la science actuelle comme obsolète car il ne désigne pas un groupe monophylétique mais plusieurs taxons distincts. Il a en effet été divisé en eumycètes, oomycètes, chytridiomycètes et mycétozoaires. Leurs cellules, pourvues d'une paroi chitineuse ou cellulosique, sont immobiles et se nourrissent par l’absorption des molécules organiques directement dans le milieu. La cellule ou les cellules sont dépourvues de chlorophylles ou de plastes car ces organismes sont hétérotrophes vis-à-vis du carbone. Ils n'appartiennent donc pas au règne des plantes. Leur appareil végétatif est un thalle : ce sont donc des thallophytes qui adoptent un mode de vie filamenteux (l'ensemble des filaments appelés hyphes formant le mycélium). Ces caractéristiques, qui peuvent être perdues secondairement dans certains taxons, permettent de regrouper des organismes appartenant à des groupes distincts dans la phylogénie.
Tous les véritables champignons appartiennent au groupe des eumycètes et se répartissent au sein des basidiomycètes, comme les amanites ou, pour quelques-uns, parmi les ascomycètes, à l'exemple des morilles ou des truffes. Deux groupes sont communément appelés « champignons » mais n'en sont pas au sens strict du terme : les oomycètes (plus proches génétiquement des algues brunes) et les myxomycètes.
Présents dans le registre fossile depuis 450 millions d'années, soit le Silurien, ils ont colonisé presque tous les milieux terrestres et même aquatiques en eaux douce, saumâtre et même marine (1500 espèces au moins, qui ont un rôle écologique important ; via des symbioses avec des algues parfois).
Les premiers champignons mycorhiziens de type gloméromycètes ont vraisemblablement aidé les premières plantes terrestres à coloniser les terres émergées.
Ce qu'on appelle couramment « champignon » n'est en fait que la « fructification » temporaire et visible, le sporophore (autrefois appelé « carpophore »), d'un organisme à caractère plus durable et plus discret, le macromycète, dont la structure habituellement filamenteuse constitue le mycélium, formé de filaments généralement invisibles à l’œil nu lorsqu'ils sont isolés. Le sporophore se présente souvent sous forme d'un pied portant un chapeau. D'autres silhouettes de sporophores sont bien connues : en forme de petits buissons comme les clavaires, de langues sur le tronc des arbres comme les fistulines, de coupes comme les pézizes, de sphères comme les vesses-de-loup, etc.
L'étude des champignons, la mycologie, est pratiquée par des mycologues.

## Étymologie

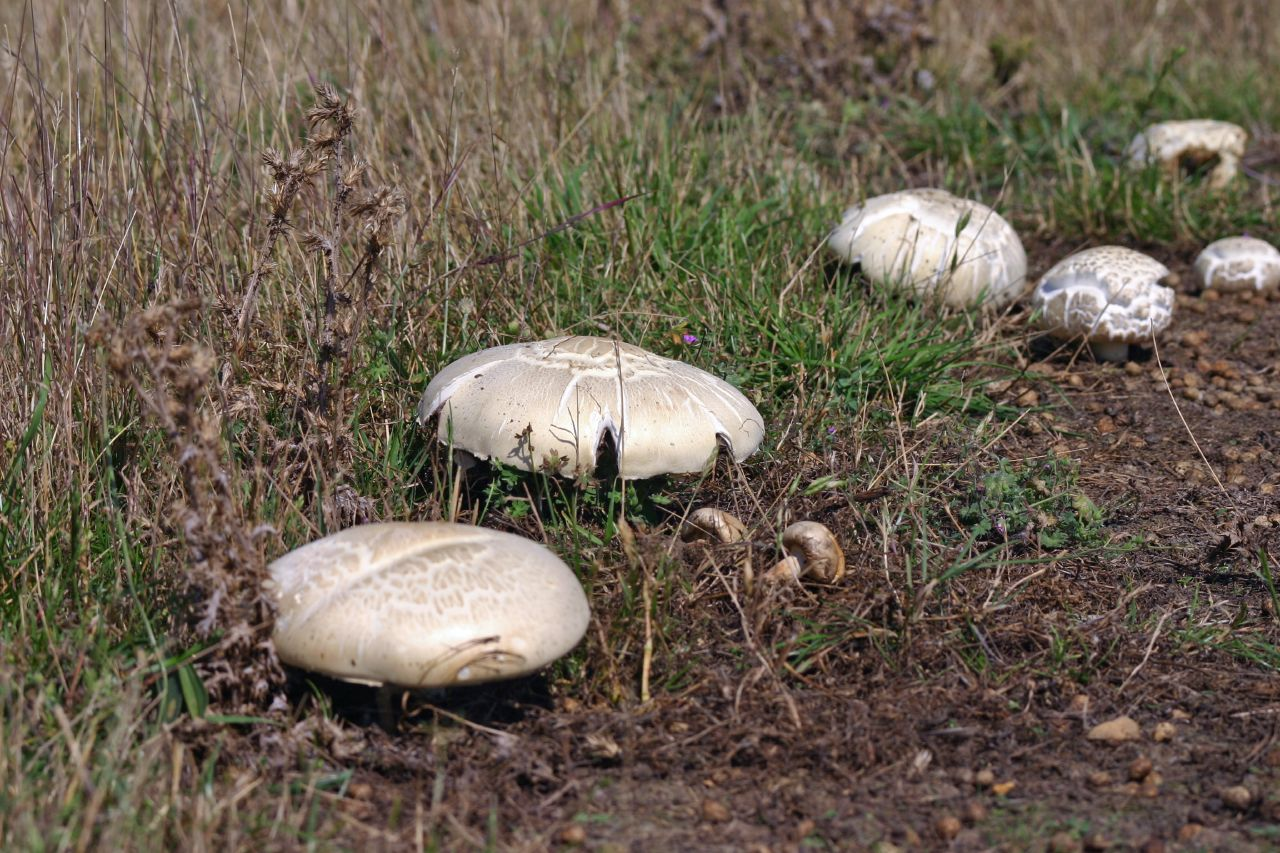
Agaricus arvensis.

Il existe une grande dispersion étymologique pour désigner les champignons, ce qui peut laisser penser que les hommes pré- et protohistoriques consommaient rarement ces organismes. Cependant, la découverte en 1991 d'Ötzi révèle que cet homme, vivant vers 3200 av. J.-C., transportait dans son sac deux champignons, des polypores du bouleau, probablement à usage médicinal, et de l'amadou, probable allume-feu, ce qui suggère que les hommes de cette époque qui vivaient de chasse et de cueillette, ont récolté des champignons pour leur consommation, comme le font encore de nos jours maints peuples exploitant la nature.
Le terme champignon vient de l'ancien français du XIIIe siècle champignuel (par substitution du suffixe -on*) du bas latin campinolius « petits produits des campagnes » ou « qui pousse dans les champs » (dérivé en -ŏlu de campania), lui-même issu de la racine latine campus, « campagne », qui donne le champ, la plaine.
Le mousseron, perçu comme poussant dans la mousse, a donné en anglais le nom générique du champignon, mushroom. La racine de ce mot semble être la mousse, mais est plus probablement l'indo-européen *meu qui l’apparente au latin muscus (« mousse »), mucus (« morve »), mucor (« moisissure ») et au grec mykès (d'où les Mycètes) désignant d'abord les champignons en général. Les termes grec et latin sont ainsi une allusion possible aux champignons qui se protègent contre la dessiccation par une couche de mucus qui recouvre leur chapeau et parfois aussi leur pied, ou à la mycophobie ancestrale, les champignons étant associés aux mucosités nasales repoussantes.
Selon une étymologie populaire, fungus et fongus sont la contraction du latin funus, « funérailles » et d'ago, « produire », rappelant les nombreux décès provoqués par les champignons toxiques. Une origine plus probable de ce terme serait une allusion à l'aspect poreux ou spongieux des champignons : les mots espagnol (hongo) et italien (fungo) remontent en effet à une racine méditerranéenne, *sfong-/*fung-, qui a donné en grec spongos et en anglais sponge, signifiant « éponge », et en latin fungus qui signifie en même temps « champignon » et « éponge ».

## Éléments d'histoire de la nomenclature
Dans la langue commune, le terme « champignon » désigne un organisme vivant charnu, constitué généralement d'un pied surmonté d'un chapeau, à l'image du champignon de Paris ou du bolet.

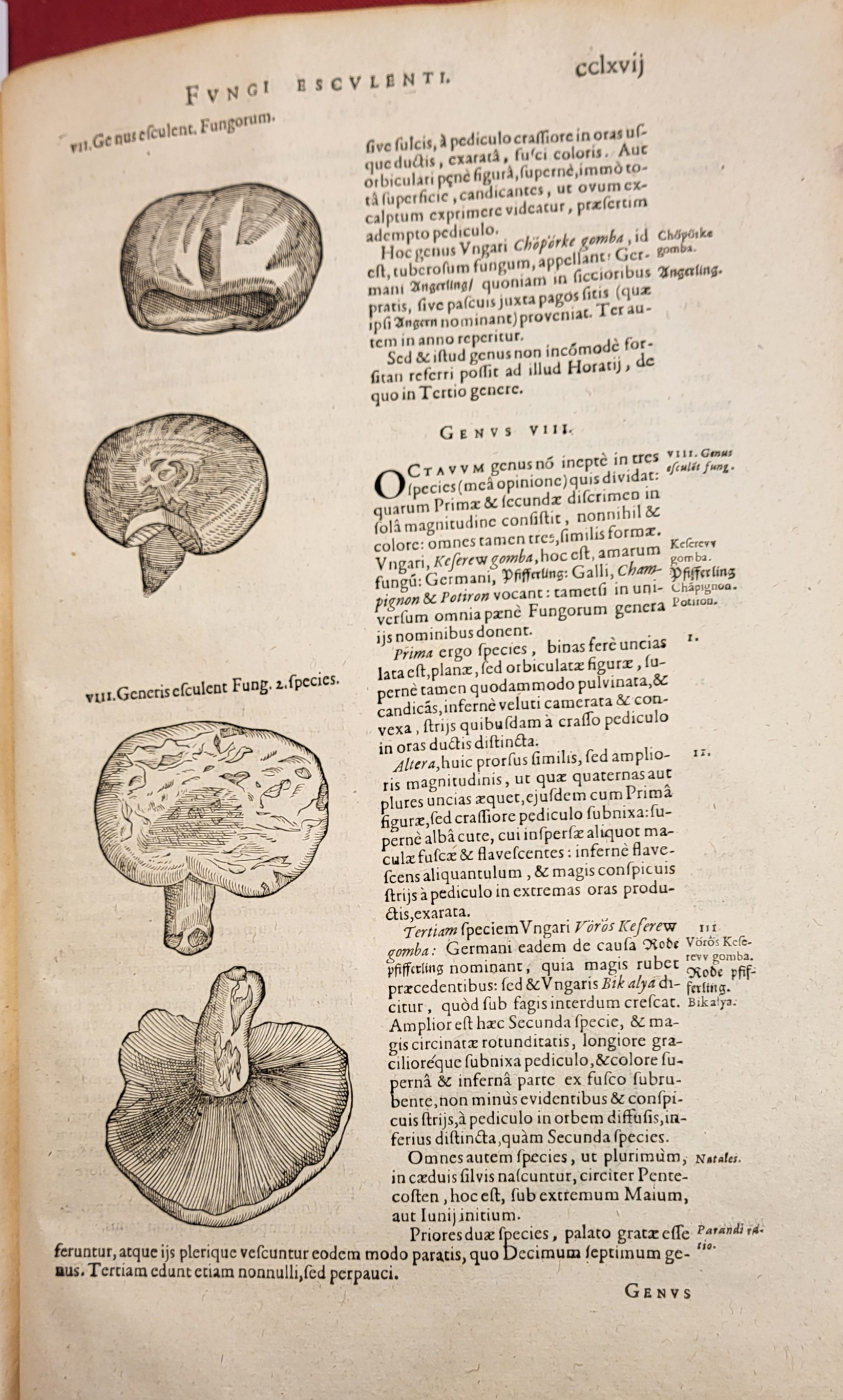
Illustrations de divers champignons par J. Delechamps en 1586 dans Historia generalis plantarum

Aussi loin que remontent les sources documentaires, les champignons ont attiré les hommes pour leurs propriétés comestibles ou hallucinogènes. Ils les ont aussi effrayés par leur toxicité. Les premières descriptions en langues européennes datent du Grec Théophraste (-371, -288) qui observe que les champignons (mykès) sortent des racines des chênes et que les Grecs savent les faire croître sur les fumiers. On trouve de nombreuses mentions chez les auteurs gréco-latins de divers fungus (mykès) : Nicandre rapporte les noms de champignons mortels de l'olivier, du grenadier et de l’yeuse, Pline l'Ancien et Dioscoride, décrivent l'agaricum (ou en grec agaricon, ἀγαρικόν) et Athénée comme ses prédécesseurs, distingue les champignons, la truffe et le pezis. La classification des champignons parmi les plantes vient des Grecs et perdurera jusqu'au XXe siècle.
En 1586, Dans Historia generalis plantarum, Jacques Daléchamps décrit différents champignons avec des gravures
Il faut attendre l'invention du microscope et son perfectionnement au XVIIe siècle pour découvrir les parties invisibles des champignons (nommées actuellement les « spores » et les « hyphes »), sans que l'on connaisse encore leurs rôles. Au siècle des Lumières, les premières cultures de laboratoire permettent au botaniste italien Pier Antonio Micheli de décrire et dessiner les spores (qu'il appelle graines) de tous les grands groupes de champignons. Il est le premier à établir le cycle de développement partant de la spore, passant par le mycélium et donnant l'appareil reproducteur charnu (le sporophore). Mais comme ses contemporains, Michelli classe les champignons parmi les plantes et utilise les termes de graines, de fruits et même de fleurs pour désigner les parties qu'il dessine pourtant correctement (Nova plantarum genera (1729) Michelli).
Linné ne sait que faire de ces êtres vivants qu'il classe comme Fungi dans les Cryptogamia regroupant « les plantes dont les noces ne sont pas publiques » (Species plantarum, 1753).

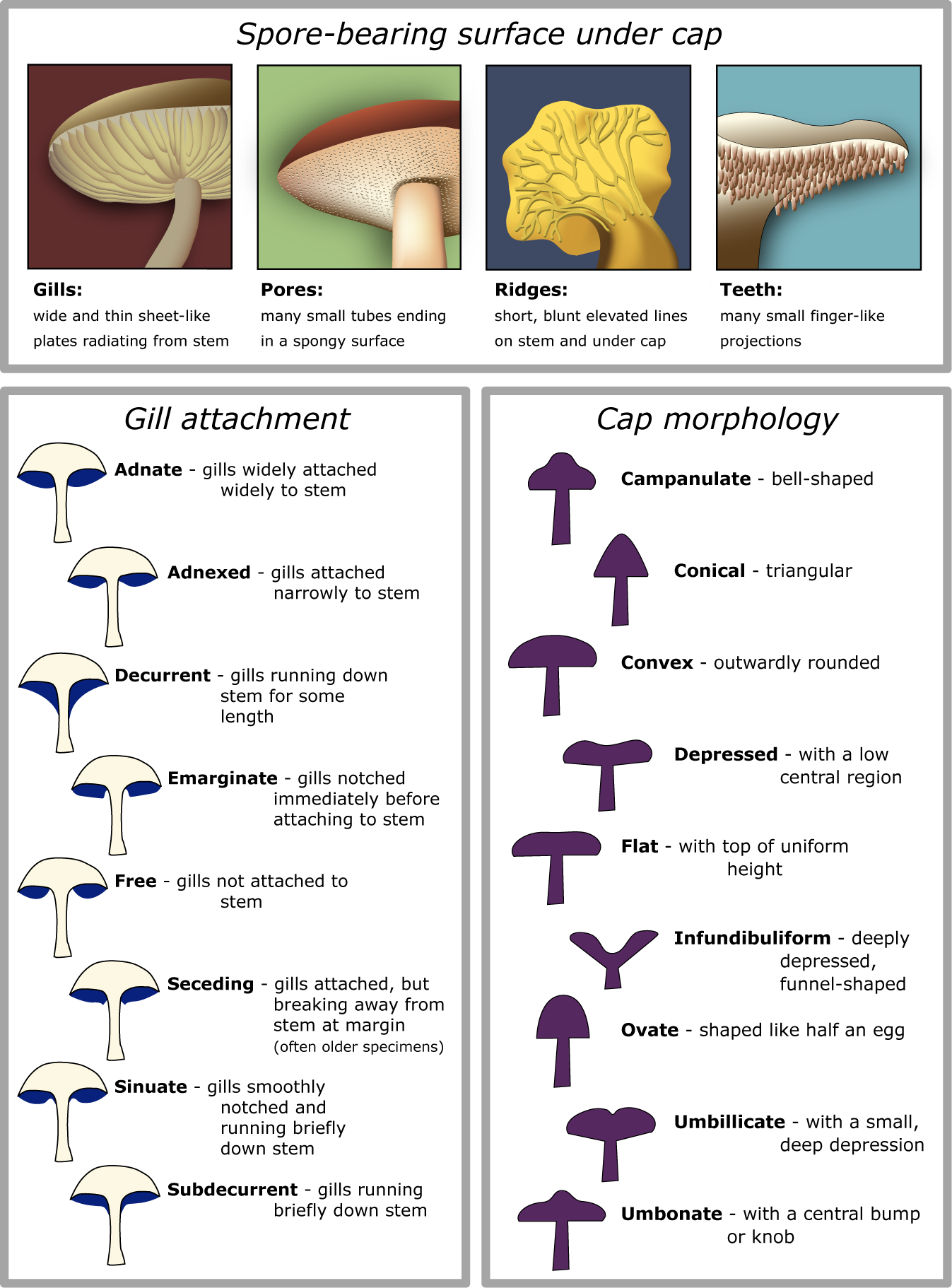
Les critères morphologiques externes font partie de ceux qui sont utilisés pour classer et reconnaitre les champignons (avec l'odeur, le goût..), des indicateurs colorés, etc.

La croyance en une génération spontanée a longtemps persisté même parmi les savants. Au cours des XVIIe et XVIIIe siècles, les travaux sur la multiplication des champignons comme ceux de Micheli ou de Della Porta, Malpighi et Spallanzani ont eu beau réfuter cette croyance tenace, certains (comme le botaniste Medicus, directeur de l'université de Heidelberg) continuaient à penser que les champignons provenaient de la gelée issue de la décomposition des feuilles mortes.
Plusieurs mycologues sont considérés comme les pères de la classification mycologique moderne : Christiaan Hendrik Persoon qui publie deux volumes du Synopsis methodica fungorum en 1801, Elias Magnus Fries qui publie entre 1821 et 1832 les trois volumes de son Systema Mycologicum…, Lewis David von Schweinitz « père de la mycologie américaine » qui publie Synopsis Fungorum Carolinæ Superioris en 1822 et Miles Joseph Berkeley « père de la mycologie britannique » pour son apport dans la British Flora en 1836.
En 1827, J. J. Schilling décrit comment le mycélium naît de graines (samen) et comment il a suivi au microscope la germination d' Aspergillus niger. Schilling eut beau, lui aussi, publier des dessins soignés de ses observations, rien n'y fit : ceux qui considéraient les champignons comme le produit de la génération spontanée restaient toujours nombreux. On peut citer de grands noms des débuts de la mycologie comme Persoon, Rudolphi (1807), Link, Nees, Unger (1833) et même Naegeli (1842) et E.M. Fries. Pourtant, ce fut ce même Elias Magnus Fries (1794-1878), surnommé le « Linné des champignons », qui donna la première classification systématique des champignons dans Systema mycologicum (1821-1832) et marqua ainsi le début de la mycologie moderne. Ce n'est qu'avec le développement de la théorie cellulaire et de la théorie de l'évolution, dans la seconde moitié du XIXe siècle, que les botanistes cessent de croire dans la génération spontanée des champignons et qu'ils commencent à les détacher des plantes vasculaires. Ainsi, le botaniste autrichien Endlicher proposa de séparer le règne des Plantae en Cormophytes et Thallophytes (« plantes inférieures », non vascularisées), ces derniers regroupant les champignons, les algues et les lichens.
Les champignons sont considérés jusqu'au milieu du XXe siècle comme des plantes imparfaites en raison de leur immobilité mais leur inclusion dans le règne végétal tel qu'il a été défini par Linné a souvent été plus ou moins controversée. Comme celles des végétaux, leurs cellules possèdent une paroi et une vacuole mais, à la différence des plantes, leur paroi n'est pas constituée de cellulose mais de chitine, molécule que l'on trouve aussi chez les insectes et les crustacés. Jusqu'au milieu du XXe siècle, les naturalistes les considèrent comme des plantes primitives ou dégénérées (des thallophytes cryptogames). En 1969, Robert H. Whittaker les individualise enfin dans un règne particulier, les Fungi, le botaniste proposant une division en cinq règnes : les procaryotes (ou bactéries, à cellules sans noyau), les protistes (eucaryotes unicellulaires), les végétaux Plantae (eucaryotes pluricellulaires photosynthétiques), les animaux Animalia (eucaryotes pluricellulaires hétérotrophes) et les champignons Fungi (eucaryotes pluricellulaires non-photosynthétiques).
Les champignons avaient enfin leur règne et on aurait pu attendre un répit dans les remaniements incessants des siècles passés. La coupure avec les plantes et les animaux semblait bien établie mais c'était sans compter sur les avancées techniques dans le séquençage des gènes.
La comparaison des séquences de gènes permet de reconstruire l'histoire évolutive des êtres vivants en suivant les modifications de leur génome. Ces nouvelles méthodes de phylogénie moléculaire vont alors faire voler en éclats la division en cinq règnes : finie la division en procaryotes et eucaryotes, finie la division entre règne animal et règne végétal, finie l'unité des Fungi, etc. L'évolution des eucaryotes a donné naissance à deux grandes lignées de champignons : les eumycètes ou « vrais champignons » et les pseudomycètes ou « pseudochampignons » (comme les mildious). Les vrais champignons sont de proches parents des animaux alors que les pseudochampignons sont plus proches des plantes. Les pseudochampignons Oomycètes (hétérotrophes filamenteux comme les mildious) qui par certains caractères semblent proches des vrais champignons (Eumycètes) ne sont pourtant pas monophylétiques avec ces derniers : leur ressemblance est le fruit d'une convergence évolutive car de leur ancêtre commun (le plus proche), descendent aussi d'autres lignées.
Après avoir considéré les champignons comme des plantes primitives ou dégénérées (des thallophytes cryptogames, Endlicher 1840), puis comme des organismes formant un règne à part (le règne fongique parmi les cinq règnes, Whittaker 1969) et actuellement en 2013, comme un ensemble artificiel, polyphylétique, d'organismes présentant des caractères communs par convergence évolutive, le progrès des connaissances va certainement continuer à nous obliger à toujours revoir et perfectionner les classifications. Les études phylogéniques se poursuivent toujours car la place de plusieurs groupes de champignons est encore incertaine.

## Reproduction
Un zygomycète a une morphologie permettant la  formation des spores. Certains produisent des zygospores ou bien des azygospores ou encore des chlamydospores. La présence et la morphologie de chacune permette de déterminer le genre zygomycète.
Un ascomycète a une morphologie composée de spores. En effet, celle-ci contient des spores dans des asques.
Un deutéromycète se résume par le fait que sa reproduction sexuée est inconnue. Au niveau des spores d'un champignon deutéromycètes il y a des spores externes tout comme les ascomycètes.
Pour différencier les ascomycètes et les deutéromycètes, tous les deux sont des champignons supérieurs, il faut regarder la reproduction sexuée. En effet, les deutéromycètes en sont incapables.
De plus les ascomycètes n’ont pas de chlamydospores contrairement aux deutéromycètes. Les ascomycètes ont des hyphes avec des connexions de pince, tandis que les deutéromycètes ont plus d’hyphes ramifiés avec des parois en hyphes septées.
Enfin, les ascomycètes sont thermophiles, tandis que les deutéromycètes sont mésophiles.

## Classifications
La classification des champignons relève de la mycologie. Elle évolue, notamment en raison des progrès de la génétique, y compris pour des organismes symbiotes (par exemple, les lichens ont un temps été classés hors du monde fongique, et y ont récemment été réintroduits). Les listes et classifications sont donc régulièrement mises à jour. Deux classifications sont actuellement proposées : la classification classique et la classification phylogénétique.

### Différences avec les végétaux
Les champignons ont été considérés jusqu'au milieu du XXe siècle comme des végétaux, en raison de leur immobilité et de la présence d'une paroi cellulaire épaissie, végétaux dits « cryptogames » car ne produisant pas de fleurs.

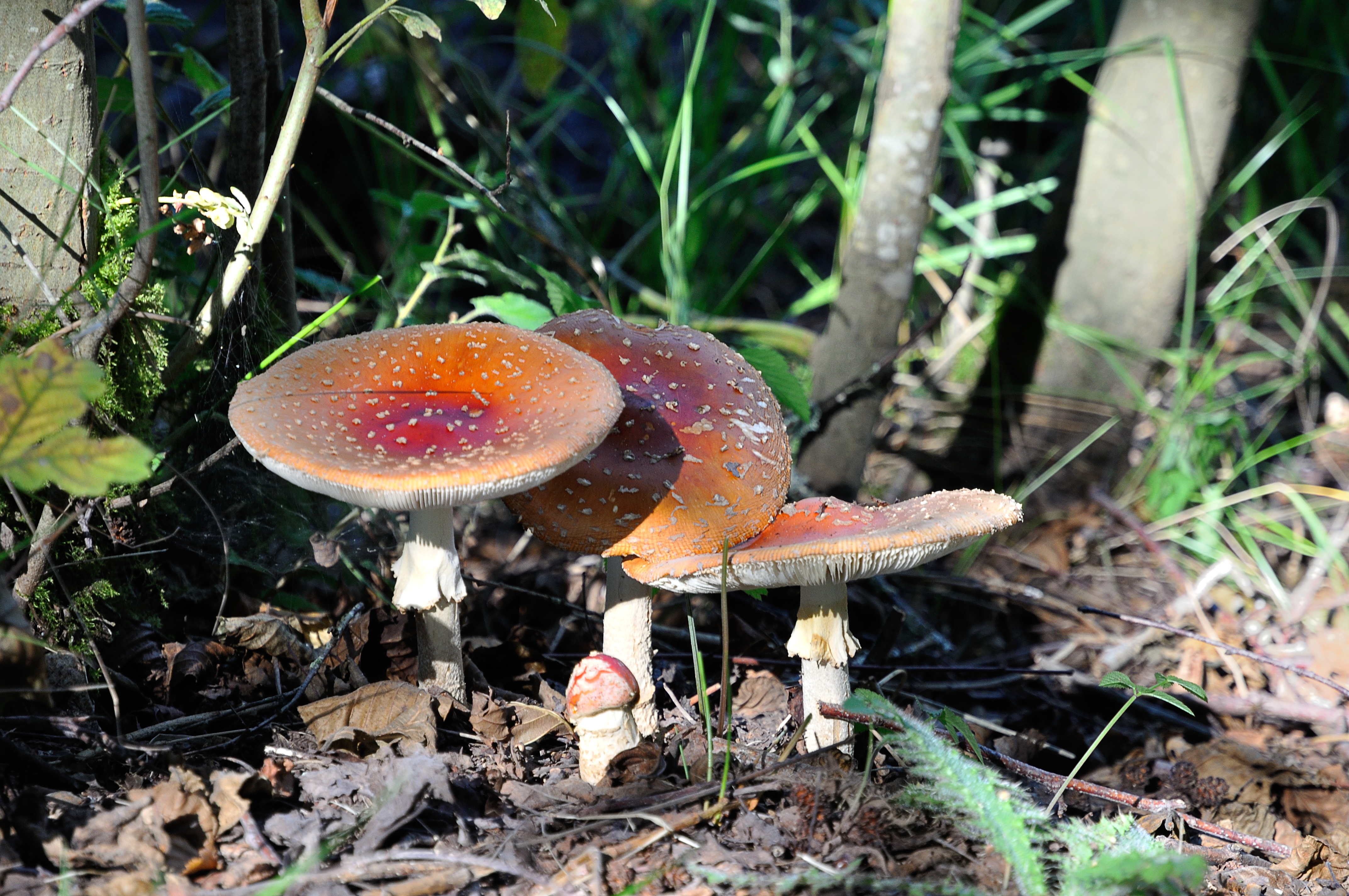
Champignons des bois

Mais les champignons constituent un règne à part car ils se différencient des plantes et des algues par plusieurs caractères, :
- ils sont hétérotrophes vis-à-vis du carbone : leur incapacité à synthétiser des sucres à partir de simples ressources minérales les distingue fortement des végétaux qui eux sont autotrophes grâce à la chlorophylle et à la photosynthèse. Les champignons doivent extraire de leur environnement des composés organiques déjà constitués. Ils doivent « s'alimenter » comme le font les animaux, ce qu'ils font soit en décomposant de la matière morte (ils sont alors saprophytes), soit au détriment d'organismes vivants (ils sont alors parasites), soit en s'associant avec un organisme chlorophyllien (ils sont alors symbiotiques) ; Plusieurs de ces stratégies pouvant être combinées chez certaines espèces. Les recherches récentes sur l'évolution des espèces vivantes placent d'ailleurs la plupart des champignons plus près des animaux que des végétaux ;
- ils sont absorbotrophes, c'est-à-dire qu'ils absorbent les nutriments à travers la paroi extérieure de leur corps ;
- leur appareil végétatif est ramifié, diffus et tubulaire ;
- ils se reproduisent via des spores ;
- leur paroi cellulaire est chitineuse (comme l'exosquelette des arthropodes et des crustacés, ce qui est un exemple de convergence évolutive)[28].

### Sous-règnes et espèces de champignons
Le botaniste Robert H. Whittaker a donc logiquement créé pour les champignons, en 1969, le règne spécifique des Fungi (du latin littéraire fungus, le champignon) pour y placer ces êtres particuliers, non seulement ceux produisant des sporophores, mais également dans les définitions les plus larges qui ont pu exister toutes sortes d'organismes eucaryotes multicellulaires ni végétaux, ni animaux, comme les moisissures, les rouilles, le mildiou, les saprolègnes, etc. et même parfois unicellulaires comme les levures.
L'usage du mot champignon s'est alors étendu dans le langage commun à des formes biologiques très diverses. Ainsi, le terme de champignon est utilisé parfois extensivement pour désigner aussi bien des agents responsables de dermatophytoses (types d'affections rencontrées fréquemment sous les ongles des pieds), les feutrages des oïdiums qui parasitent le feuillage des végétaux, l'ergot de seigle, des plasmodes coloniaux comme les fleurs de tan, les Penicillium du fromage de Roquefort, etc. À l'analyse, il s'avère que certains de ces « champignons inférieurs » sont effectivement apparentés de manière très proche aux champignons à sporophores, alors que d'autres appartiennent à des groupes très distants. Les définitions des différents taxons scientifiques ont alors été précisées, mais l'emploi élargi du mot champignon est resté.

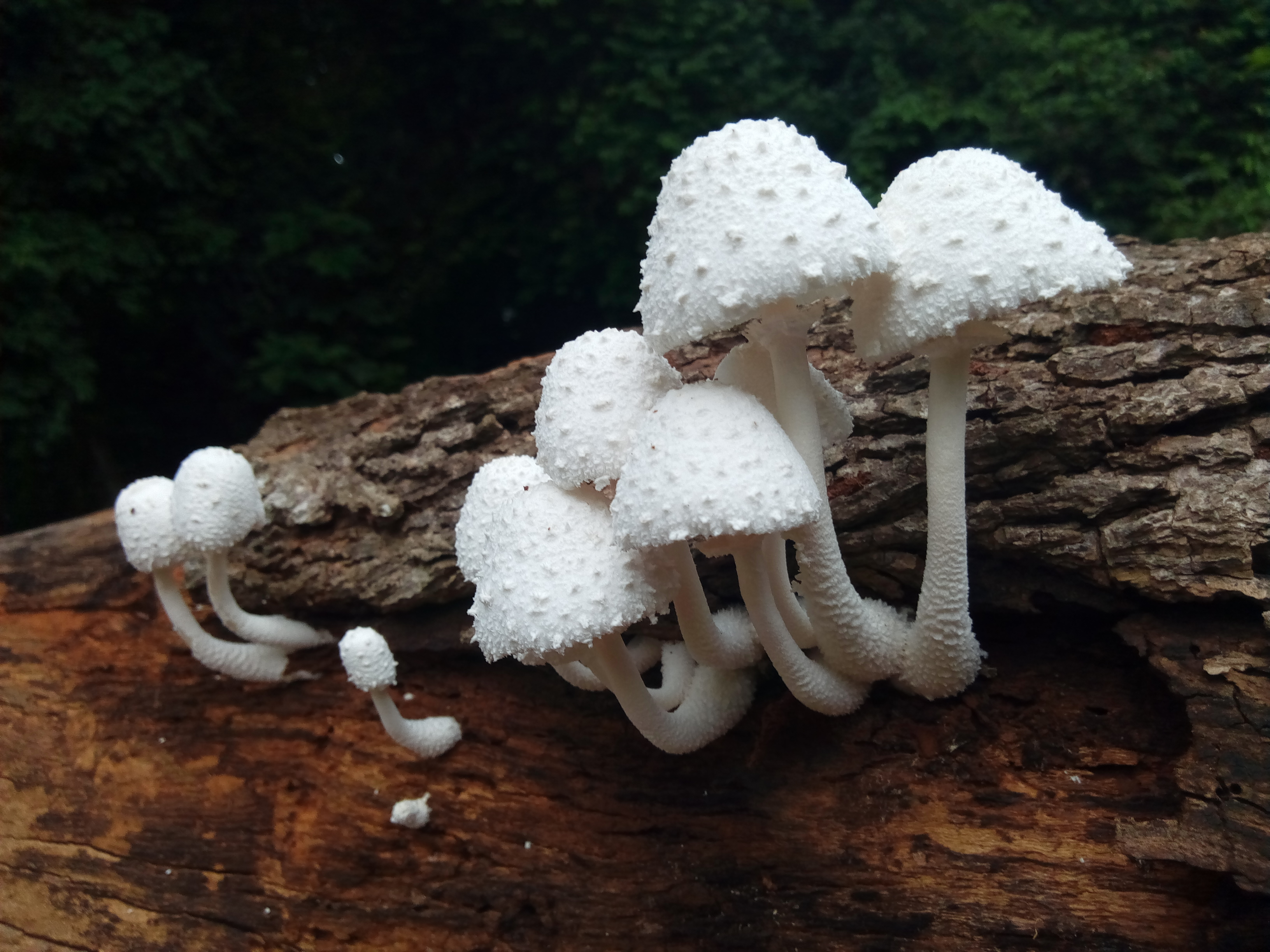
Champignons blancs à la Forêt Sacrée de Kpassè, Bénin

Il y a de très nombreuses espèces de champignons, dont épiphytes, endogés ou aquatiques, et il en reste beaucoup à découvrir. Sur les 100 000 espèces de champignons répertoriées en 2015 (sur un nombre total estimé de cinq millions, voire de 10 millions d'espèces), « près de 10 000 produisent des fructifications visibles à l'œil nu, un peu plus de 1 100 sont comestibles et consommés comme aliments, et environ 500 sont utilisés comme remèdes dans la médecine traditionnelle de tous les pays en développement ».
La classification des champignons a été totalement revue :
- le sous-règne des Eumycota rassemble les Ascomycota, les Basidiomycota, les Zygomycota et les Chytridiomycota (les Deuteromycota, un groupe qui rassemblait les champignons sans stade de reproduction sexuelle connue, n'existe plus et ces champignons sont aujourd'hui pour la plupart classés parmi les Ascomycota). Ce sont des opisthokontes, comme les animaux dont ils sont phylogénétiquement les plus proches parents ;
- les Microsporidia sont aussi des opisthokontes mais différentes des Eumycota ;
- les Oomycota (dont le Mildiou), les Labyrinthulomycetes et les Hyphochytriomycetes sont des hétérokontés, plus proches de divers groupes d'unicellulaires et d'algues brunes que des autres champignons ;
- les Mycetozoa (anciennement appelés : Mycétozoaires) sont classés dans les Amoebozoa.

## Physiologie
La fructification chez les Eumycètes, appelée précisément sporophore (organe portant les spores permettant d'accomplir le cycle de vie, terme aujourd'hui préféré à « carpophore ») est particulièrement développée pour certaines espèces, le reste de l'organisme appelé le mycélium étant souterrain et donc invisible. Certains Eumycètes disposent de sporophores en surface tandis que d'autres, par exemple ceux des truffes, sont souterrains.
Il existe cependant bien d'autres espèces appelées champignons, qu'elles soient uni- ou pluri-cellulaire, tels que les rouilles, les levures, les moisissures ou encore certains parasites de l'homme. Bien qu'ayant été par le passé regroupées au sein d'un même groupe, elles peuvent n'avoir que peu de rapport entre elles. Les actuels taxons des Fungi / Mycota, des Oomycota, des Hyphochytriomycota, des Labyrinthulomycota, et des Mycetozoa ont été classés ensemble dans le passé comme faisant partie du règne végétal du fait de la présence d'une paroi cellulaire, et de plusieurs similitudes entre leurs cycles de vie et ceux des algues avec lesquelles ils formaient les thallophytes. Les Mycetozoa, souvent décrits comme des champignons-animaux ou amiboïdes, n'ont en fait en commun qu'une ressemblance externe de leur appareil sporifère et sont assez proches des amibes. Des découvertes ont montré que les Oomycota n'étaient en revanche pas des champignons, mais plutôt des cousins des algues et des diatomées. C'est par exemple pour cela que les traitements antifongiques contre le mildiou n'ont jamais été efficaces.
Transporté dans les sciences naturelles, le mystère demeura en partie, comme le montrent les premières classifications botaniques qui les laissèrent longtemps placées dans les cryptogames ou végétaux à reproduction cachée, principalement en raison de la discrétion et de la complexité de leur mode de reproduction.

Exemples de champignons montrant différentes morphologies
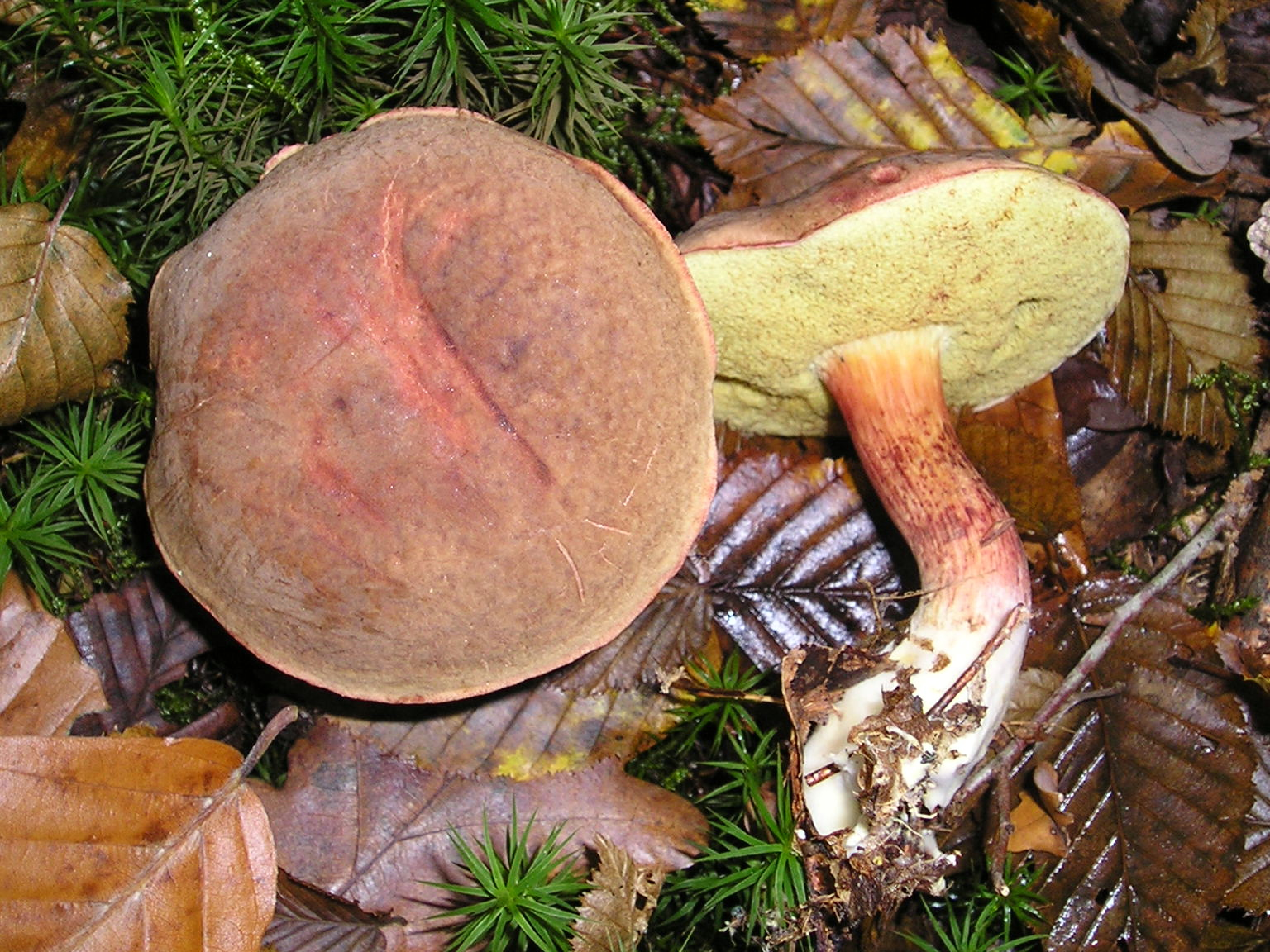
Fungi - Basidiomycota, espèce Boletus chrysenteron (un Bolet)
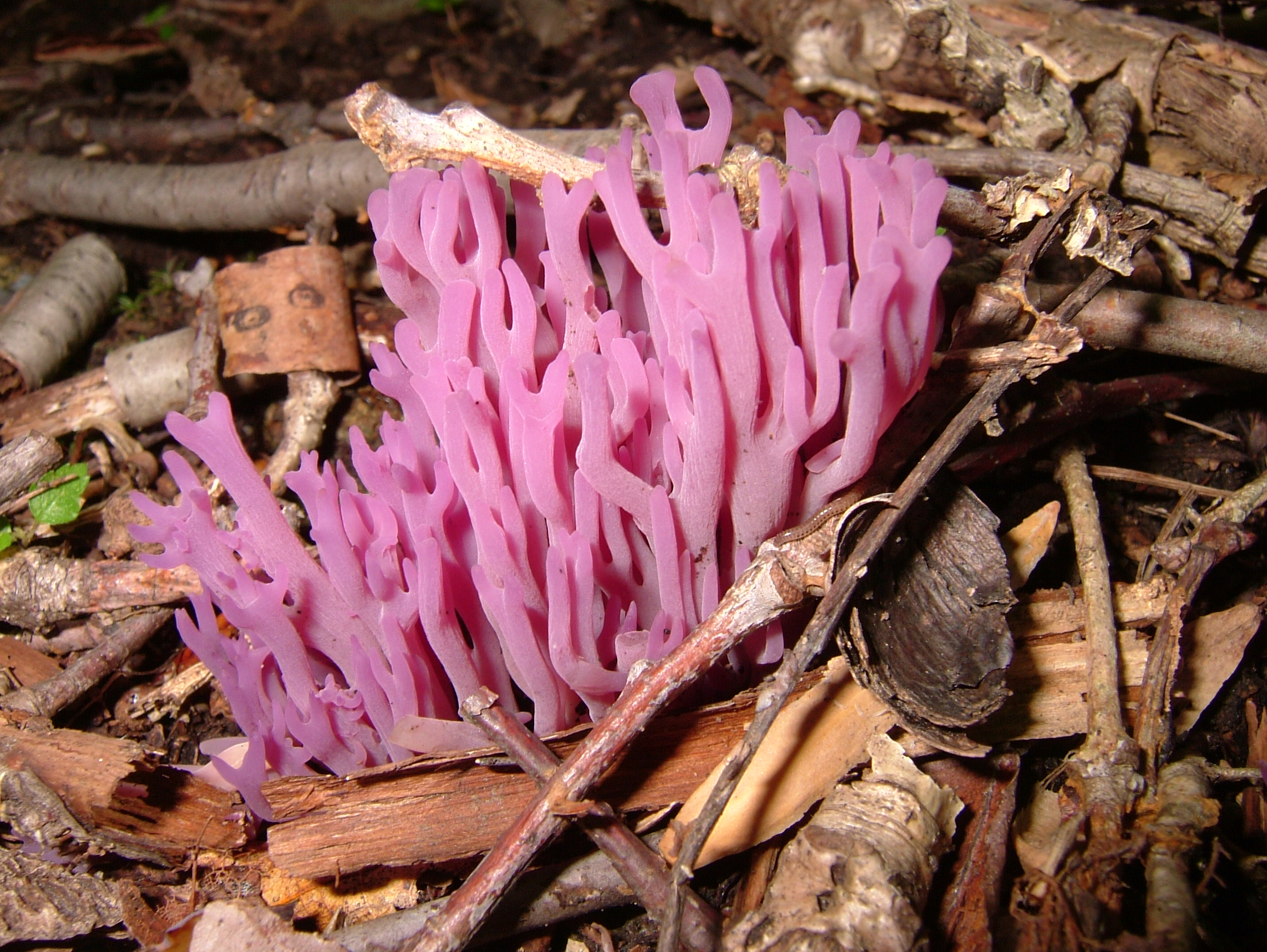
Fungi - Basidiomycota, espèce Clavaria zollingeri (un clavaire)
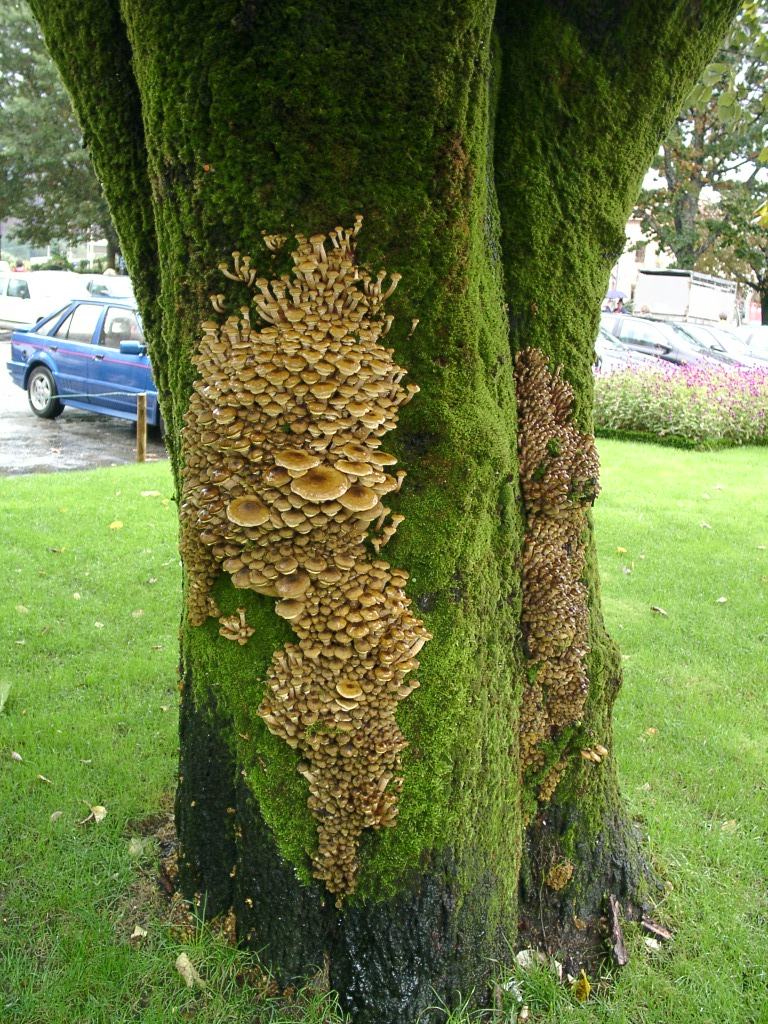
Fungi - Basidiomycota, espèce Armillaria mellea
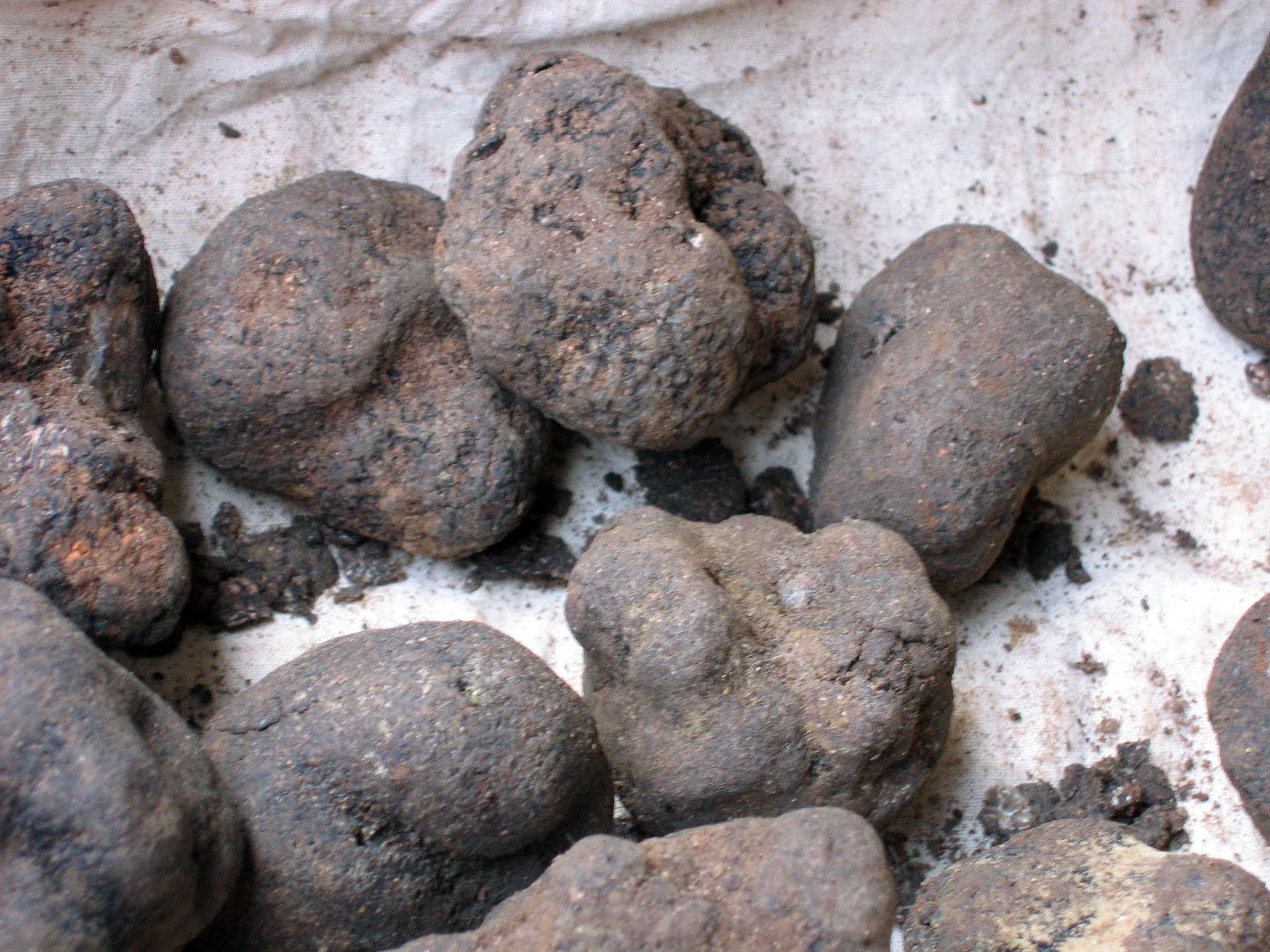
Fungi - Ascomycota, espèce Tuber melanosporum (une Truffe)
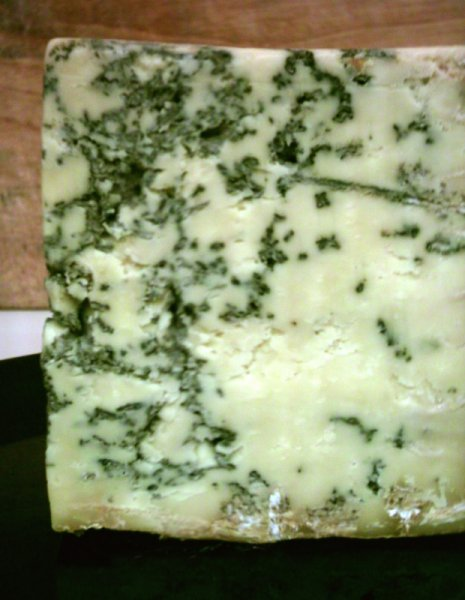
Fungi - Ascomycota, espèce Penicillium roqueforti
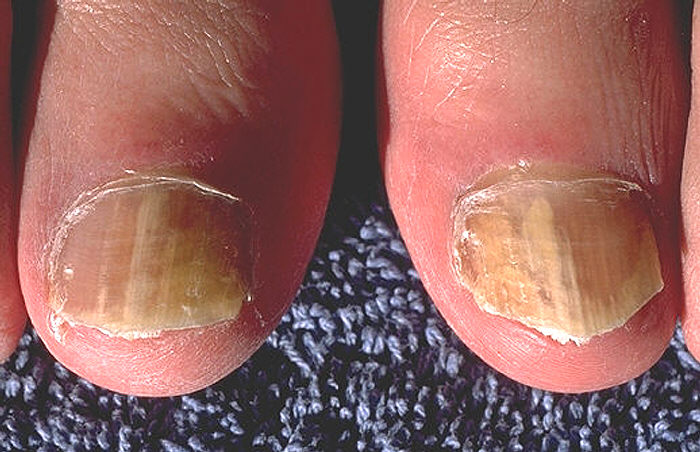
Fungi - Ascomycota, espèce Trichophyton rubrum (donne une mycose)
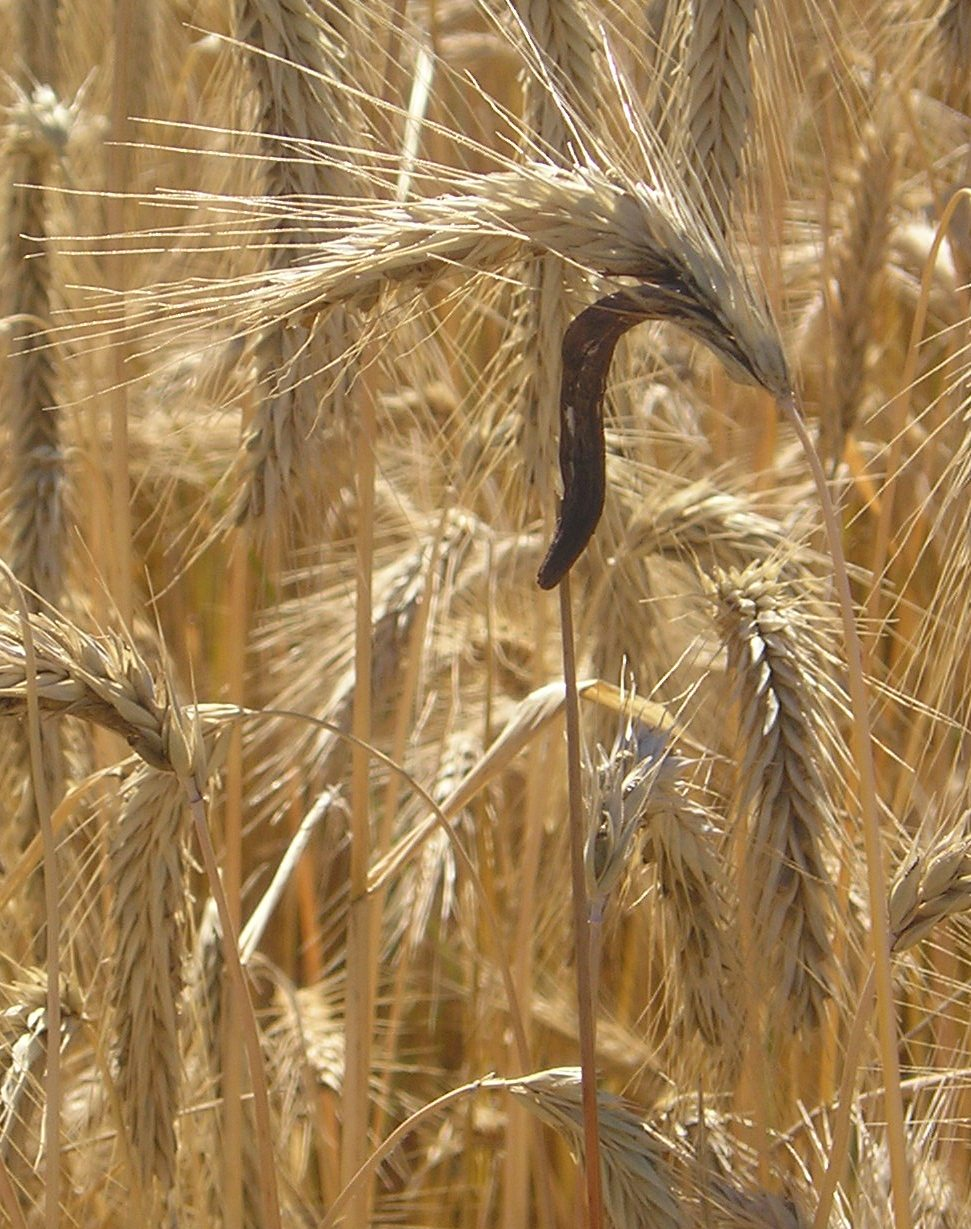
Fungi - Ascomycota, espèce Claviceps purpurea (donne l'ergotisme ou mal des ardents)
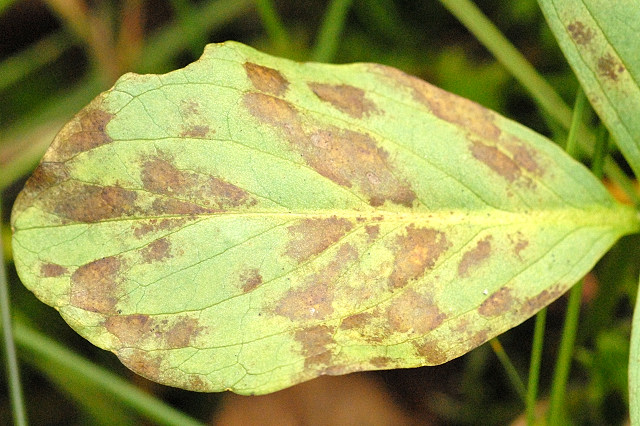
Fungi - Chytridiomycota, espèce Cladochytrium menyanthis (ceb)
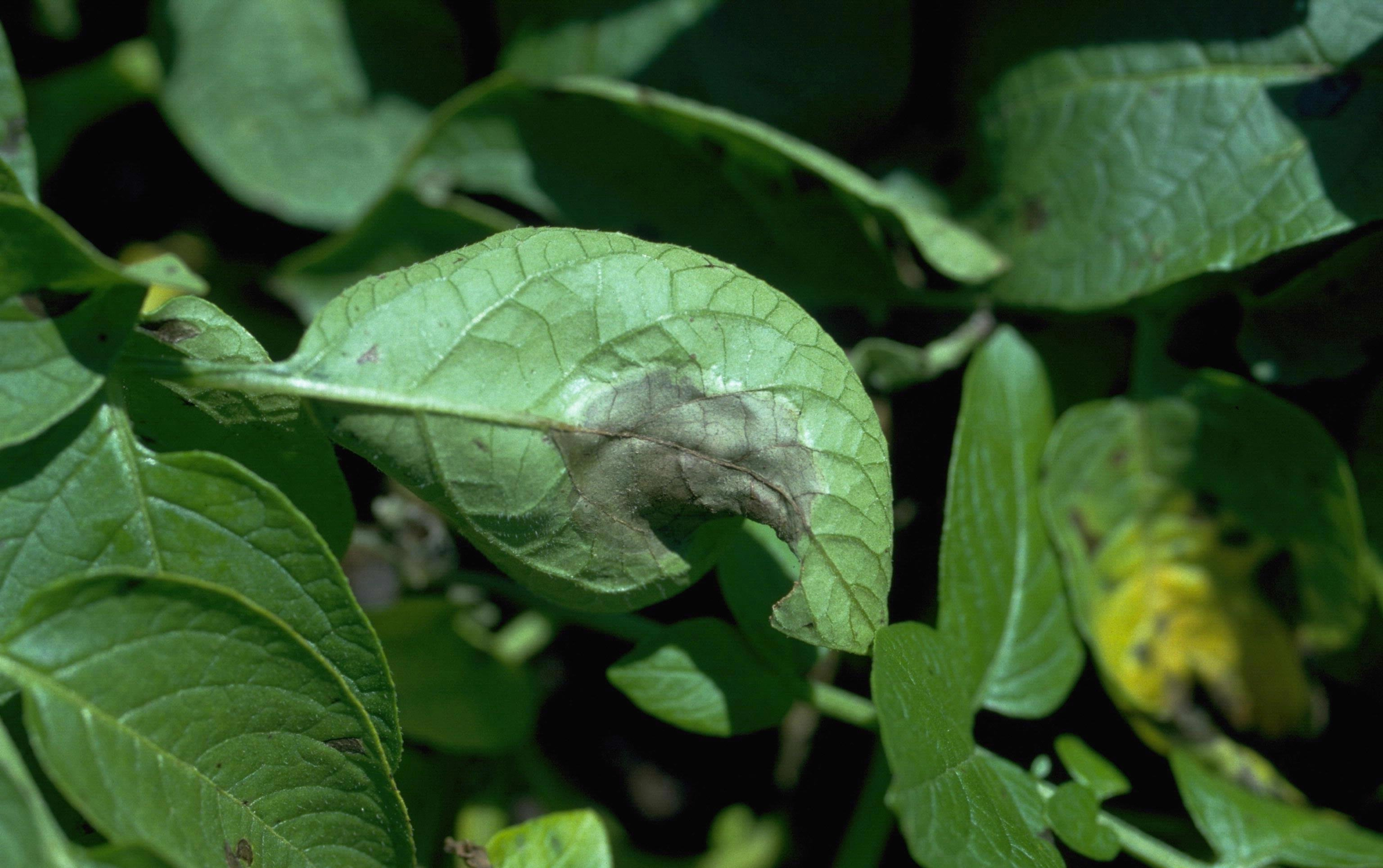
Chromalveolata - Oomycetes, espèce Phytophthora infestans (donne un mildiou)
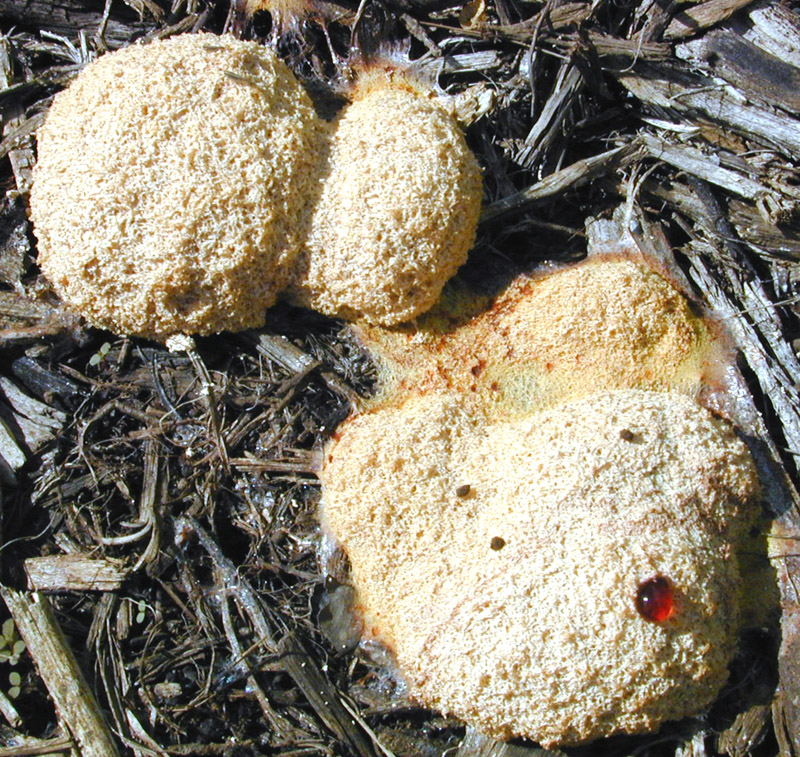
Amoebozoa - Mycetozoa, espèce Fuligo septica
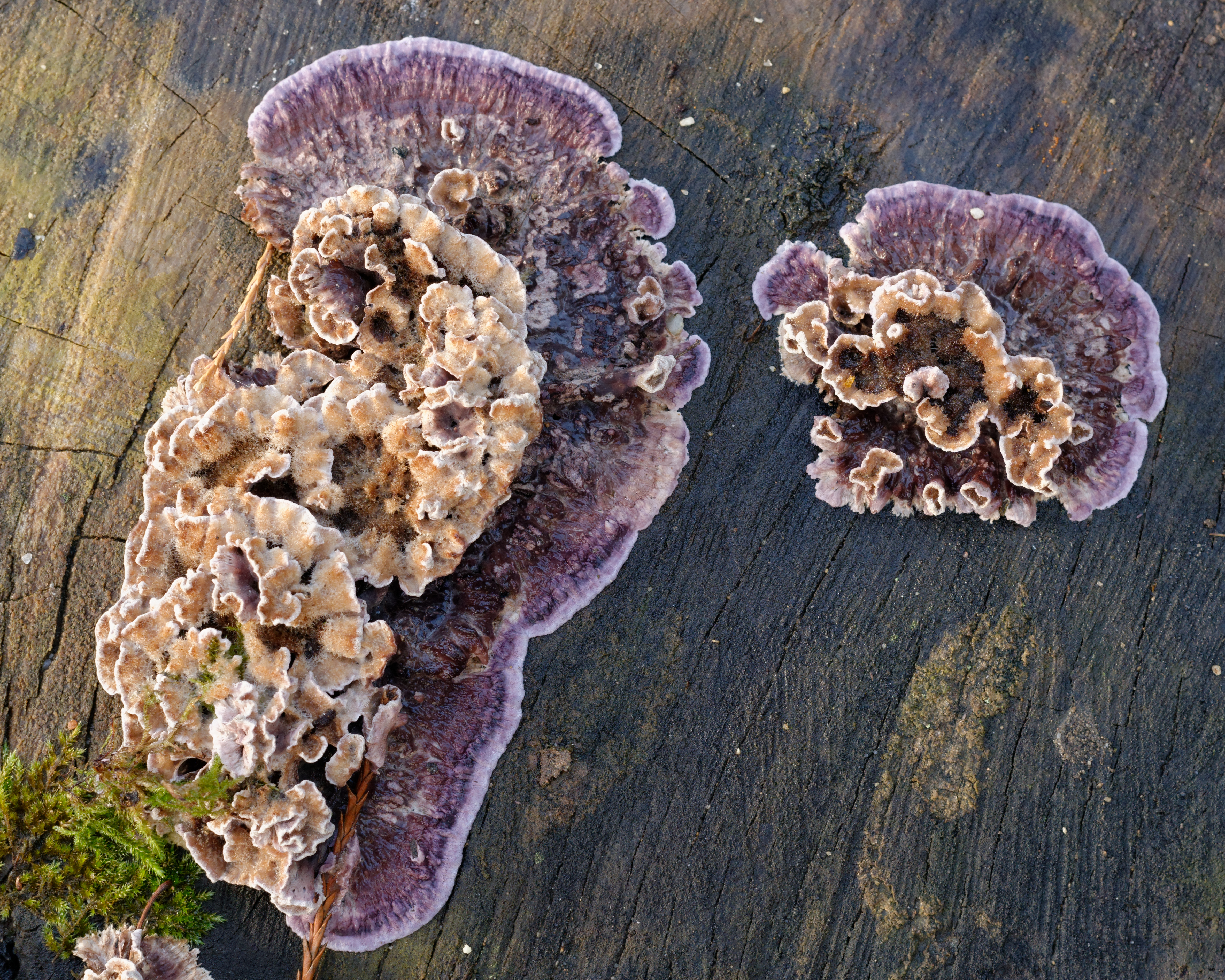
Basidiomycota - Meruliaceae, espèce Chondrostereum purpureum
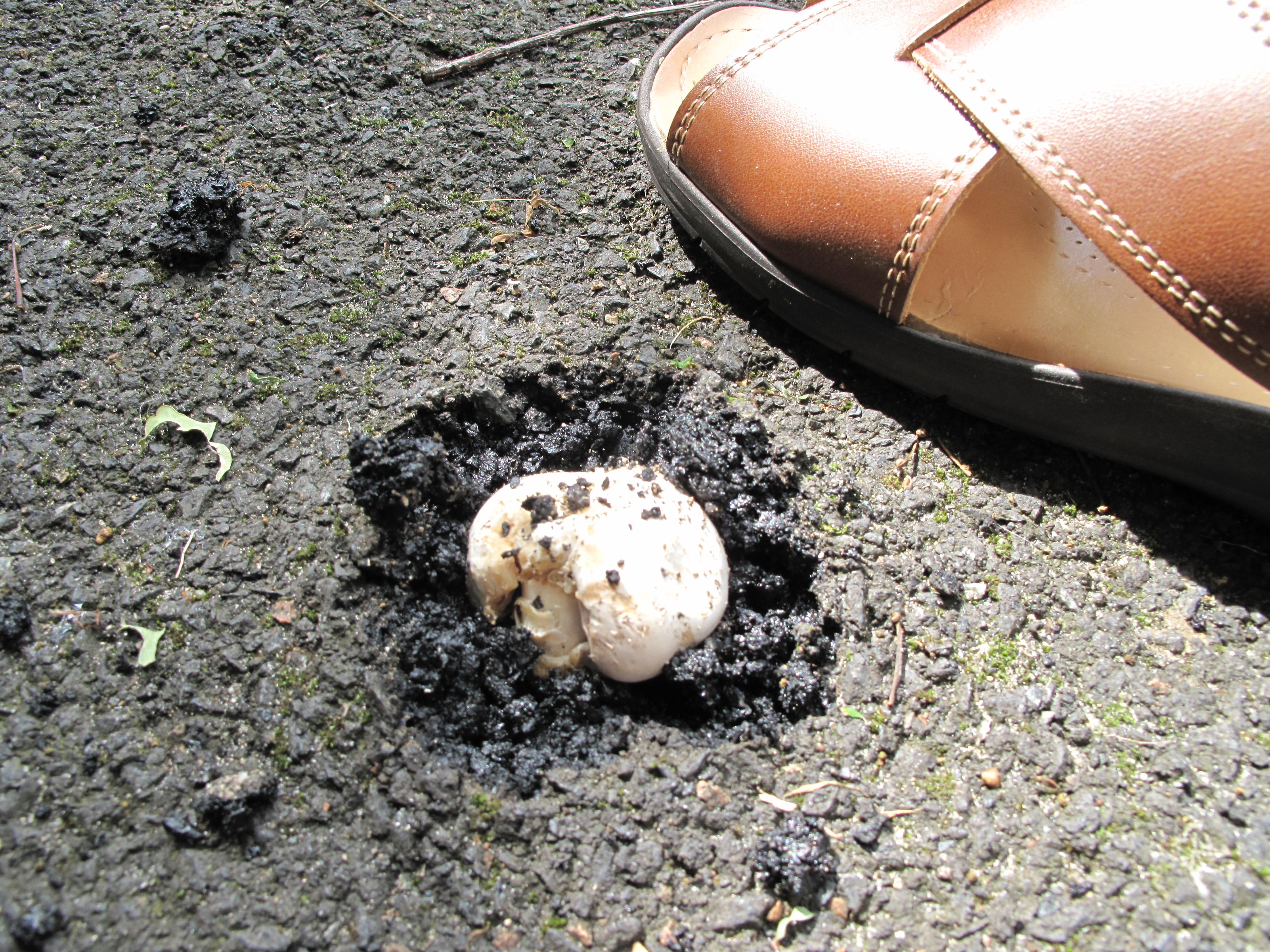
Agaric des trottoirs perçant à travers le macadam en juin en région parisienne

## Odeur
Les champignons, notamment la fonge, émettent des composés organiques volatils montrant une grande diversité de structures chimiques : composés aromatiques, terpènes, dérivés d’acides gras (notamment l'octène-1-ol-3 que l'on retrouve chez de nombreuses espèces telles que les champignons de couche, les cèpes ou les girolles). Ces odeurs autant que les goûts sont des critères permettant d'identifier les champignons. Le ratio bactérie/champignon dépend du pH. Le ratio odeur de champignon (principalement l'octénol) / odeur de terre (due à la géosmine produite par des bactéries) permet à un écologue d'évaluer la richesse d'un sol par son odeur. Plus un sol sent l'octénol, plus il est riche en champignon et est acide (exemple : mor, moder de landes ou de forêts de résineux issues de la dégradation lente d'une litière acidifiante). Plus un sol sent l'odeur de terre, plus il est riche en bactéries qui traduisent un recyclage rapide de la matière organique avec des vers de terre (surnommés par Aristote « les intestins de la terre ») consommateurs de ces bactéries (exemple : mull de pelouse, d'agrosystème, de forêt productive),

## Rôle écologique

### Principe écologique du parasitisme des arbres par les champignons

#### Type de parasite fongique des arbres

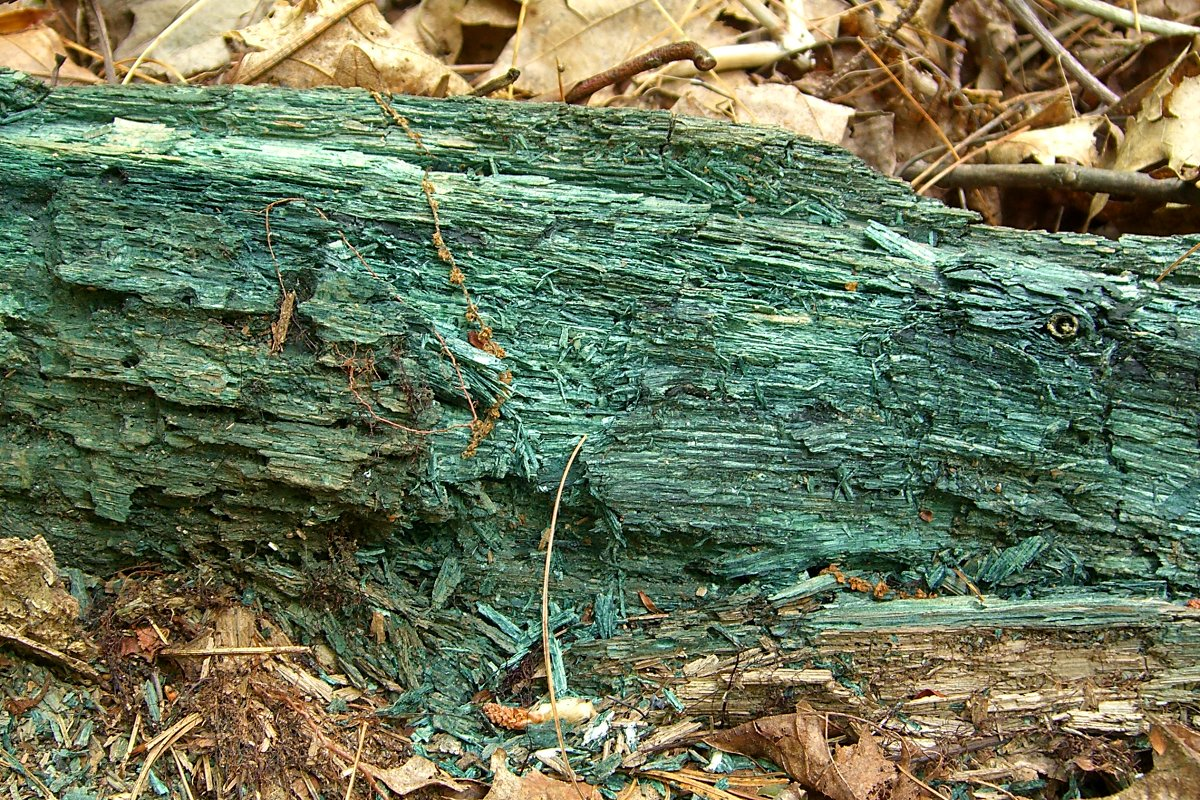
La Pézize turquoise, champignon saprophage.

Il existe principalement deux grandes catégories de champignons parasitant les arbres, soit les champignons saprophytes qui se nourrissent d’arbres en décomposition et les champignons lignivores qui se nourrissent de matière organique vivante. Ces deux categories s'attaquent à la cellulose et la lignine des arbres.

#### Impact écologique des champignons lignivores
Ces champignons sont des parasites véritables des arbres, puisqu'ils s'attaquent à de la matière végétale vivante causant leur dépérissement jusqu'à leur mort après quelques années dans certains cas, selon la virulence du champignon en question.
Le parasitisme par les champignons se produit quelquefois en réponse à un stress important que l’arbre a subi. Par exemple : le bris d'une branche, l'écorce détériorée par les mammifères s'en nourrissant et même un accident de voiture ayant partiellement altéré son écorce. Ainsi, l'arbre ayant perdu sa couche de protection externe est exposée à plusieurs parasites dont les spores des champignons. Dans ces cas, l'impact écologique sur l’abondance d’une espèce d’arbre dans nos forêts est souvent minime, puisque le phénomène se produit à petite échelle, à l’exception de tous les phénomènes naturels causant des stress beaucoup plus importants. Il faut noter qu’une perte en matière végétale vivante (arbre dans ce cas) ne peut qu’être bénéfique pour les organismes décomposeurs qui ont besoin de cette matière morte afin d’assurer leur survie et le maintien des réseaux trophique de l’écosystème.
Par contre, certains champignons n’ont pas besoin de profiter de ces altérations majeures. Effectivement, les champignons ayant pour hôte une famille ou espèce d’arbres en particulier réussiront à trouver une petite faille dans la défense de ceux-ci et pourront, par un simple contact, le parasiter et causer sa mort à court ou long terme. Ainsi, un champignon pourrait avoir comme hôte primaire, par exemple, un insecte, qui lui permettra de passer à travers la barrière végétale d’un arbre et d’y implanter ledit parasite mycologique. C'est ce type de champignon qui aura un plus grand impact sur la diversité forestière, surtout si aucune mesure de protection n’est prise et que l’espèce de champignon est une espèce exotique, c’est-à-dire qu’elle s’est répandue dans une région ou sur un continent où elle n’était pas présente auparavant.
D'un point de vue écologique, une espèce envahissante va créer un déséquilibre naturel dans les écosystèmes déjà en place dans une région donnée. Ainsi, une espèce de champignon envahissante fera compétition à d’autres espèces animales et végétales, dites indigène, afin d’obtenir des ressources nécessaires pour assurer sa survie, ce qui finira par dégrader l’habitat de plusieurs autres espèces, altérer les ressources en eau et minéraux disponibles et même causer la quasi-disparition d’espèces locales qui n’auront pas pu compétitionner avec la nouvelle espèce. On peut nommer comme exemple la maladie hollandaise de l’orme.

## Utilisations

### En médecine
Certains champignons microscopiques sont responsables de pathologies humaines infectieuses.
Certains champignons peuvent également se révéler pathogènes d'un point de vue toxique en cas d'ingestion.
En France, les pharmaciens, jadis formés à identifier les principaux champignons comestibles et les champignons vénéneux, le sont de moins en moins depuis les années 2000.

### En écologie
Plusieurs espèces de champignons sont utilisées pour épurer un milieu (eau, air, sol) ou un substrat de culture d'un ou plusieurs polluants ou éléments chimiques indésirables : c'est la technique de mycoremédiation.

### Dans l'artisanat et l'industrie
Certains champignons comme les Polypores sont utilisés depuis la préhistoire sous la forme d'un matériau nommé « amadou » servant principalement à transporter et allumer le feu. Les briquets des poilus en montrent un usage courant jusqu'au début du XXe siècle. À partir des années 2000, les mycomatériaux sont des matériaux composites biosourcés où un substrat végétal chargé en cellulose est colonisé par le mycélium d'un champignon puis stabilisé. Ces matériaux écologiques innovants sont utilisés aussi bien en remplacement du polystyrène expansé que des cuirs animaux et synthétiques.

## Cueillette et législation

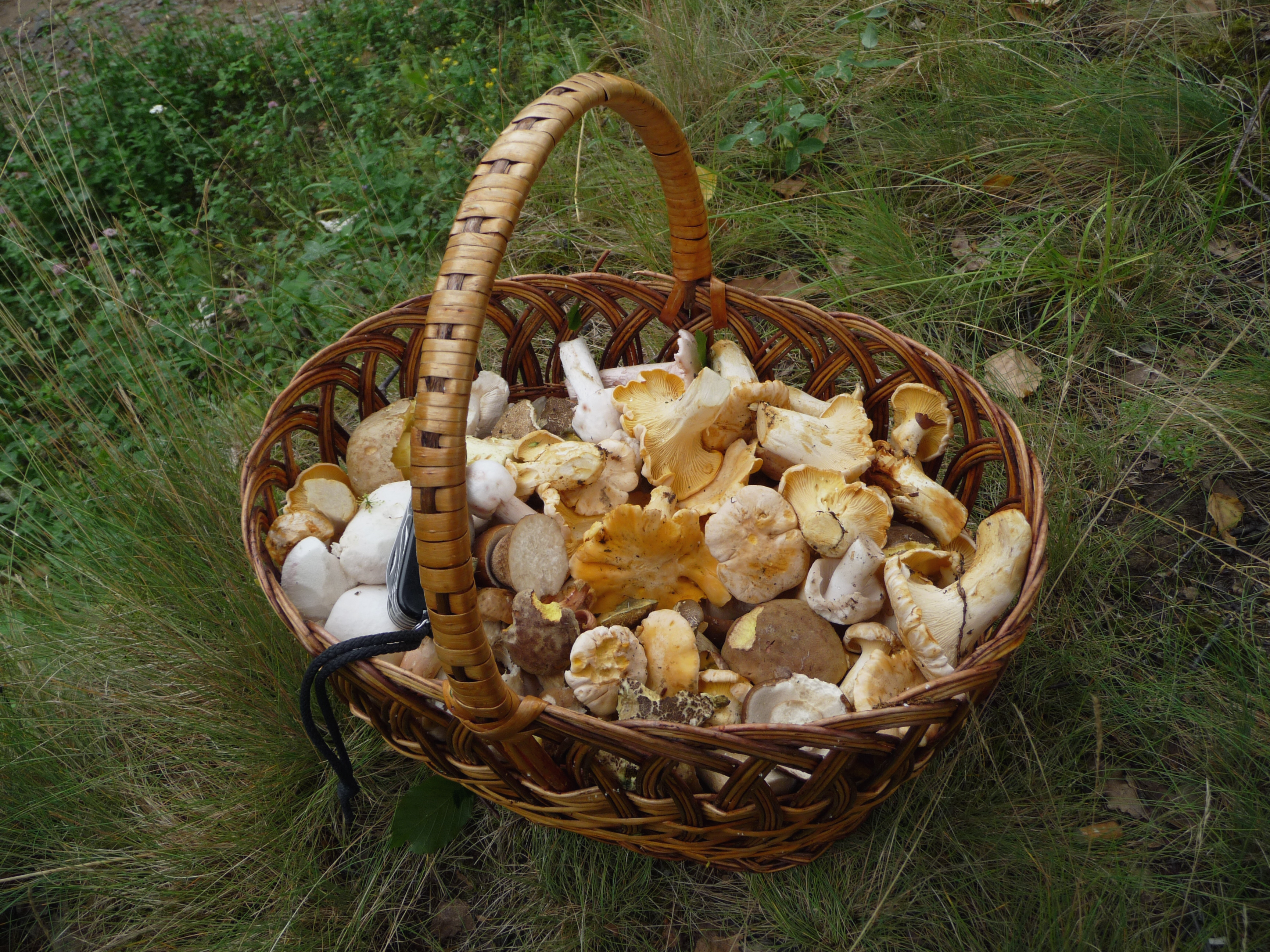
Cueillette de champignons.

La cueillette de champignons correspond principalement à la collecte de champignons comestibles à usage domestique ou dans un but commercial, plus rarement de champignons hallucinogènes ou médicinaux. La récolte concerne également les mycologues qui déterminent les espèces au cours d'excursions mycologiques, ou encore la prospection pour la mise en marché de champignons dans des domaines innovants (cosméceutique (en), pharmaceutique, nutraceutique, etc.).
Les prélèvements en grande quantité, voire la « sur-récolte », entraînent des atteintes à la biodiversité forestière, des troubles à l’ordre public, voire des infractions plus graves (destruction, dégradation…). La cueillette des champignons, qu'elle soit familiale ou commerciale, peut ainsi être réglementée avec la fixation de quotas de récolte par personne et par jour.

## Symbolique et aspects culturels
L'ethnomycologie est une discipline scientifique qui a pour but d'étudier les rapports entre les champignons et les différents peuples au cours de l'histoire, sur les plans culturels, religieux, médicaux, etc.

### Attitude ambivalente envers les champignons: entre mycophilie et mycophobie
Les rapports des hommes avec le règne fongique se caractérisent par une ambivalence originelle (valences symboliques multiples résultant de l'opposition mycophobie/mycophilie : toxicité/nourriture, peur superstitieuse de la mort/communication avec les dieux, nuit/lumière, sol/ciel — organisme au développement nocturne mais consommé le jour, produit de la terre mais utilisé en fumigation lors des rituels chamaniques), et expliquent qu'ils les ont cueillis, associés aux dieux ou leur ont attaché une réputation sinistre. Les néologismes mycophilie et mycophobie trouvent leur racine dans l'ouvrage de référence en ethnomycologie Mushrooms, Russia and History publié en 1957 par les ethnomycologues Valentina Pavlovna Wasson et Robert Gordon Wasson.
L'utilisation des champignons remonte probablement aux temps les plus reculés. Des traces archéologiques révèlent la cueillette et la consommation de champignons comestibles sauvages au Chili il y a 13 000 ans.
Plusieurs mythologies mycophiles ont en commun de considérer les champignons comme étant les produits d'une réaction mystérieuse entre la terre humide et un élément surnaturel. Dans plusieurs cultures, ils sont considérés comme un cadeau des dieux à ceux qui n’ont pas assez à manger. Dans la mythologie nordique, le premier homme Odin chevauche Sleipnir dans une forêt ou dans le ciel par des nuits orageuses, poursuivi par des démons. Des gouttes d'écume ensanglantée tombant de la bouche de son cheval Sleipnir donnent naissance à l'amanite tue-mouches dont la poussée est stimulée par la foudre. Dans la mythologie balte (en), les champignons étaient considérés comme les doigts de Velnias, dieu sortant des enfers pour nourrir les pauvres. Des cultures mycophobes en Asie de l'Est associent les champignons à l'urine de chien. Selon la théorie enthéogène des religions, certains champignons hallucinogènes sont à l'origine du phénomène magique et religieux : sorciers, chamanes et autres grands prêtres de différentes ethnies, souvent très éloignées géographiquement les unes des autres, utilisent ces substances sacrées accompagnant le surgissement des civilisations (tels les chamanes Paléo-Sibériens avec l'Amanita muscaria, ou le língzhī, « champignon divin » de la Chine).
Différentes dénominations populaires des champignons rappellent leur rôle néfaste. Sénèque les appelle voluptuarium venenum, « poison voluptueux », et Pline anceps cibus, « mets suspect ». De nombreux noms vernaculaires (bolet Satan, trompette de la mort, satyre puant, cœur de sorcière, pieuvre des bois, ronds de sorcières, balais de sorcière) évoquent leur réputation sinistre. Encore appelés Mycètes ou Fungi, ils ont une étymologie en lien avec leur rôle funeste. Mycète vient du grec mykes, « mucus » apparenté à de la moisissure et pourriture. Une étymologie populaire de Fungi en fait la contraction du latin funus, « funérailles » et d'ago, « produire », rappelant les nombreux décès provoqués par les champignons. Ainsi, selon Pline, la quatrième femme de l'empereur romain Claude aurait empoisonné son mari en remplaçant son mets favori, l'Amanite des Césars (montrant la mycophilie dans la société romaine antique, à l'inverse de la société grecque),, par l'Amanite phalloïde, champignon probablement responsable aussi de la mort de l’empereur du Saint-Empire Romain Germanique Charles VI.
Au Moyen Âge, les champignons sont des produits de collecte prisés dans les sociétés de subsistance mais ils sont classés au plus bas de l'« échelle des êtres » et sont impliqués dans de nombreuses maladies cryptogamiques des végétaux qui provoquent de grands dégâts sur les plantes cultivées, notamment sur les récoltes de céréales. Les attaques des champignons phytopathogènes contribuent ainsi à faire appel à des médiateurs et au développement de rituels apotropaïques et propitiatoires (chants religieux, prières d'intercession, processions) pour favoriser la prospérité des moissons (rituels de fertilité, Rogations chrétiennes). À l'exception des champignons comestibles (moins de 0,1 % de l'ensemble des espèces fongiques), ils sont associés à la mort et la putréfaction, réputés comme pervers (forme du pied de champignons phalliques). Considérés comme des « excréments de la terre », diaboliques et démoniaques, les adeptes de la magie noire les utilisent dans leurs élixirs. Il est possible que les autorités religieuses du Moyen Âge aient fait du champignon un élément chtonien maléfique pour empêcher la diffusion de ce savoir millénaire chamanique devenu ésotérique. Les épidémies de mal des ardents qui s'abattent sur des régions au Moyen Âge, tuent des dizaines de milliers de personnes et provoquent des ravages jusqu'au XVIIe siècle.
En Asie, le champignon est symbole de longévité, par exemple, pour les Coréens le champignon magique est l'un des dix symboles de longévité et aussi un symbole de fertilité. Dans la peinture chinoise, c'est le cerf qui apporte le champignon, tous deux sont des symboles de longue vie, la croyance chinoise voulant que le cerf vive très vieux et soit donc le seul animal capable de trouver le champignon sacré de l’immortalité,.
En Bretagne, les champignons sont communément désignés en breton sous les noms de boued-touseg (« nourriture de crapaud »), tog-touseg (« chapeau de crapaud ») ou kabell-touseg (« cape de crapaud »), et ce, peu importe l'espèce. La croyance populaire associe les champignons à des furoncles poussant là où le venin de la terre se concentre ; le crapaud, animal du diable et de l'enfer, se reposant alors sous leur ombrage humide. La consommation des champignons y a par conséquent longtemps eu une image négative de nourriture dangereuse, ou, à tout le moins, sans valeur. Seules quelques espèces étaient nommées à l'instar de l'amadouvier (tont), la morille (morukl) et la vesse-de-loup (vi-douar, « œuf de la terre » ; bramm-touseg, « pet de crapaud » ou encore kalon-touseg, « cœur de crapaud »). La raison de ce dégoût collectif pourrait être la mise en place d'un tabou religieux autour des champignons hallucinogènes utilisés par les religions antérieures au catholicisme.
En Pologne, la consommation de champignons à Noël était perçue comme un moyen d'entrer en contact avec les morts.
En héraldique, le champignon est le symbole de la fertilité et de la puissance sexuelle.

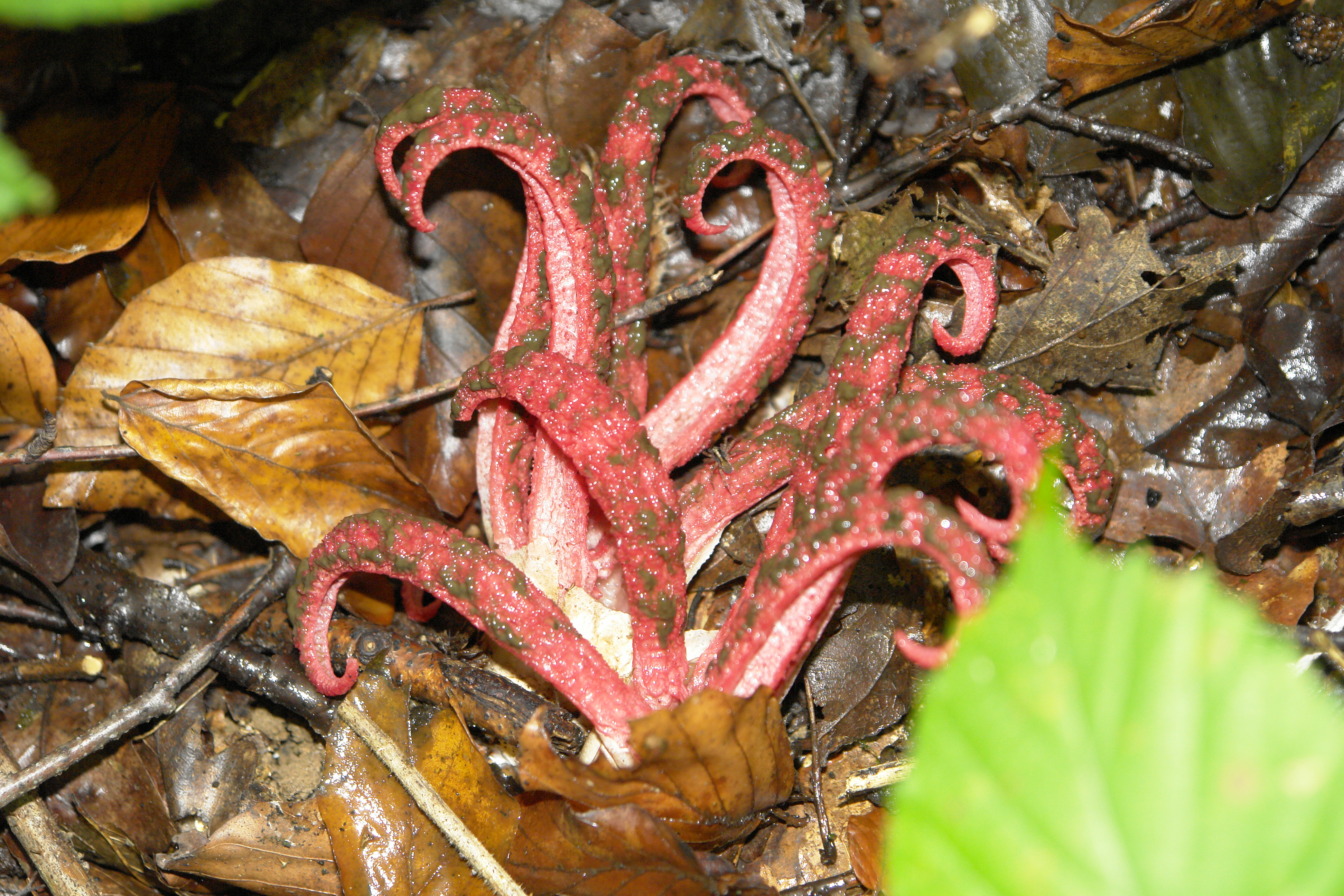
Les doigts du diable, champignon qui développe un carpophore évocateur.
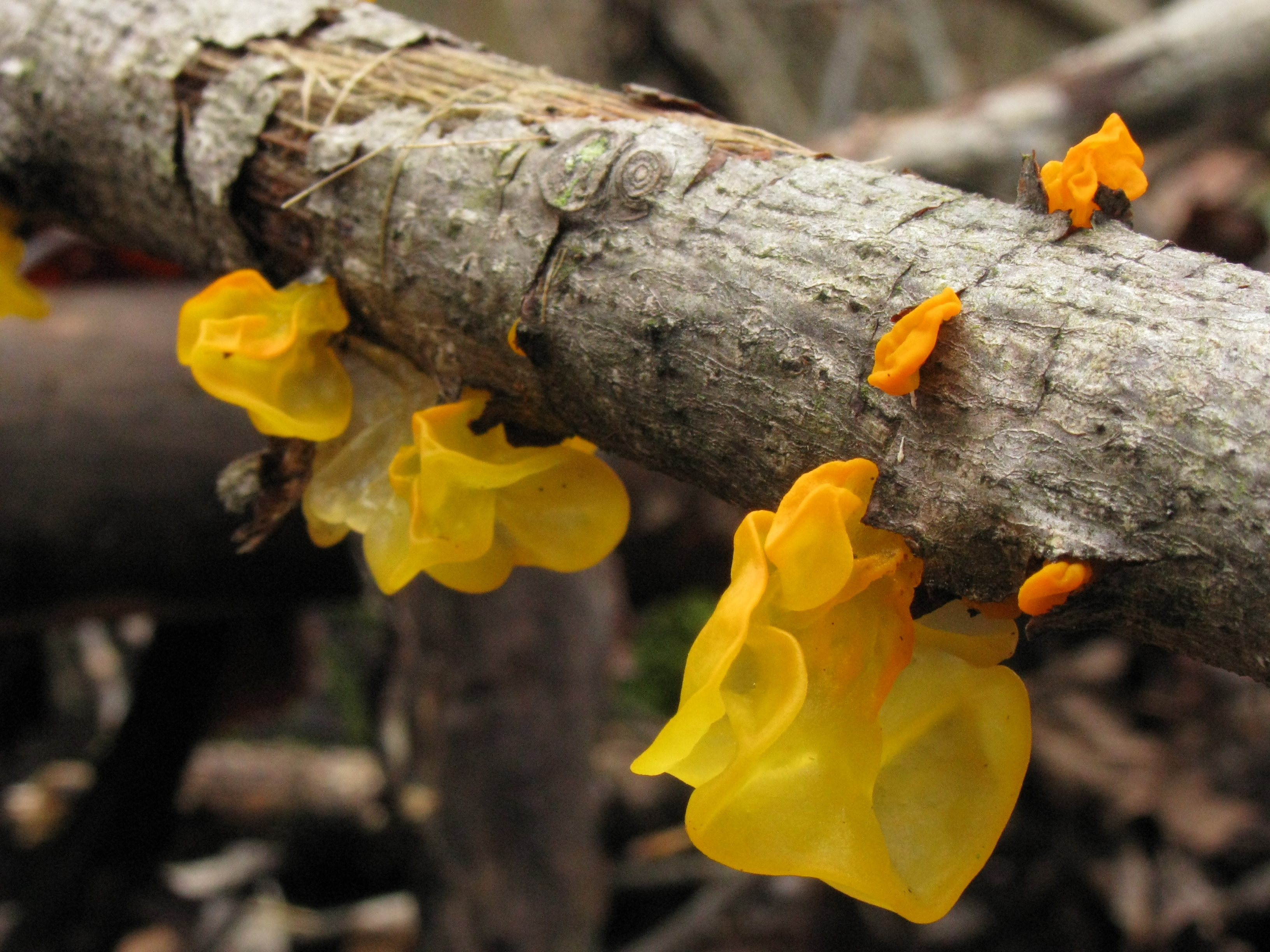
Les Trémelles, « champignons gelées » qui portent le nom vernaculaire de Beurre de sorcière.
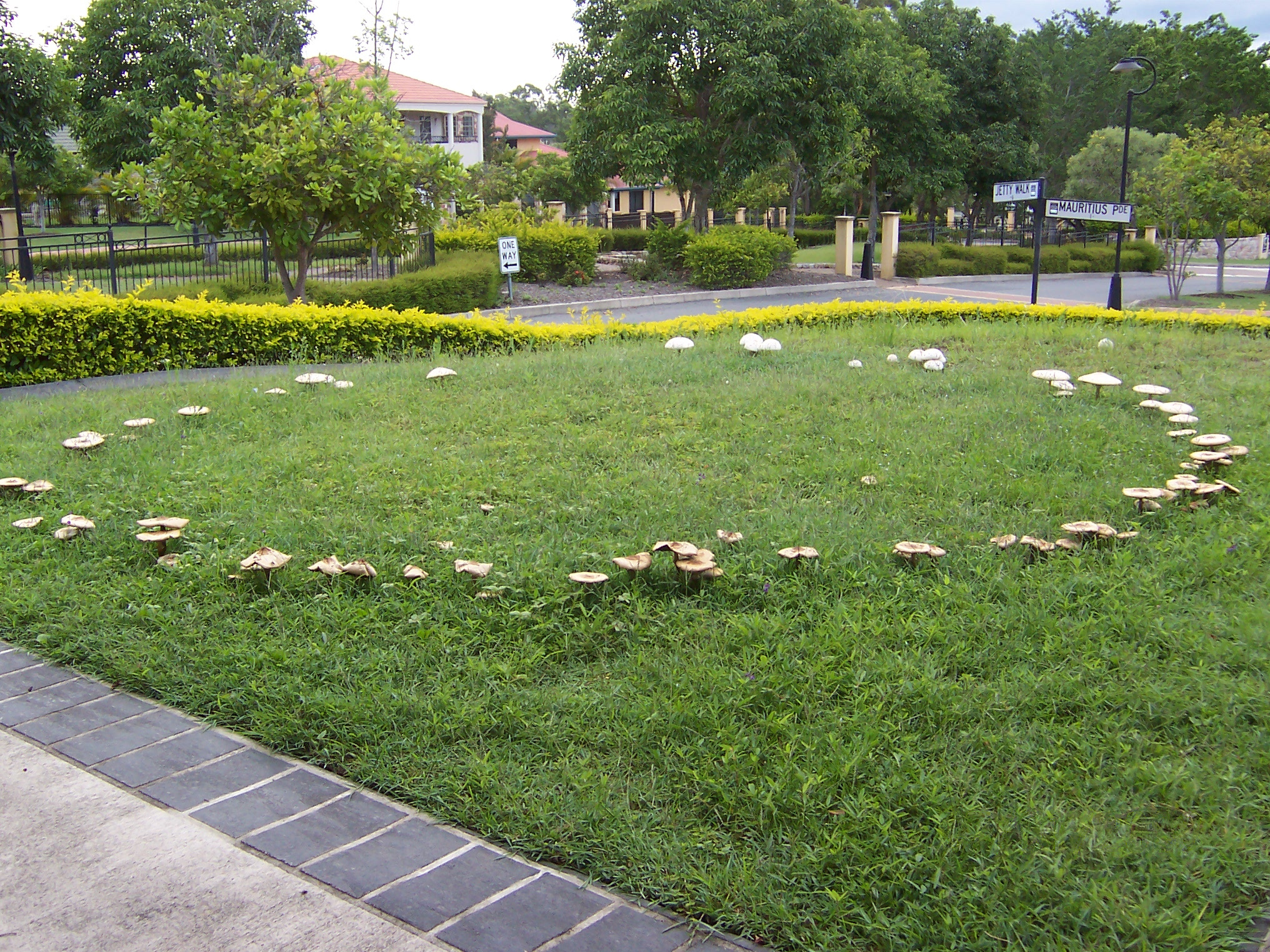
Rond de sorcières ou cercle des fées, illustration de l'ambivalence.

### Champignons géants

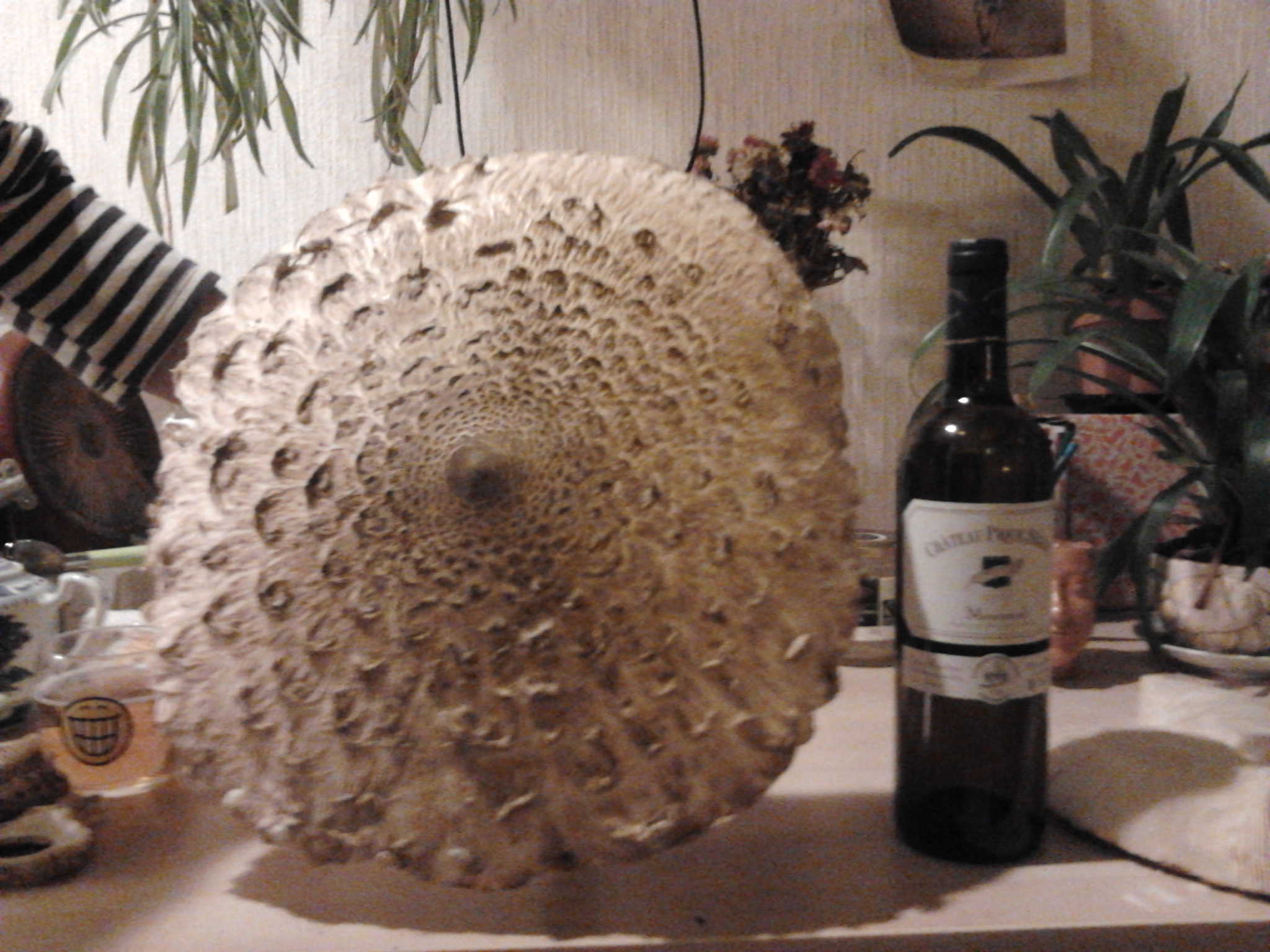
La lépiote élevée est le plus grand champignon basidiomycète d'Europe. Ici un spécimen de 37 cm de diamètre récolté en Provence-Alpes-Côte d'Azur).

La rapidité de croissance des champignons qui interpelle est à l'origine de nombreuses expressions populaires (« pousser comme un champignon », ville champignon), et contribue à la diffusion de légendes fongiques associées à la sinistre réputation des champignons. Ils sont présents dans l'imagerie populaire sous forme de champignons géants. En juillet 2007, un champignon géant de plus de 70 cm de haut et pesant plus de 20 kg aurait été découvert au Mexique, dans la forêt de Tapachula (Chiapas), à la frontière du Guatemala.
L'armillaire d'Ostoya (Armillaria ostoyae) est particulièrement connu pour détenir le titre du plus grand organisme vivant, un individu couvrant une surface de 8,9 km2 ayant été trouvé en Oregon, dans l'ouest des États-Unis.
Termitomyces titanicus est le plus grand champignon comestible sur terre, avec un « chapeau » atteignant un diamètre d'un mètre.
Dans son roman Voyage au centre de la Terre, Jules Verne évoque une forêt de champignons géants.
Dans la bande dessinée L'Étoile mystérieuse, le héros Tintin est confronté à des champignons géants à la croissance instantanée. On retrouve le même thème dans le jeu de société pour enfants Spirou et les champignons géants.

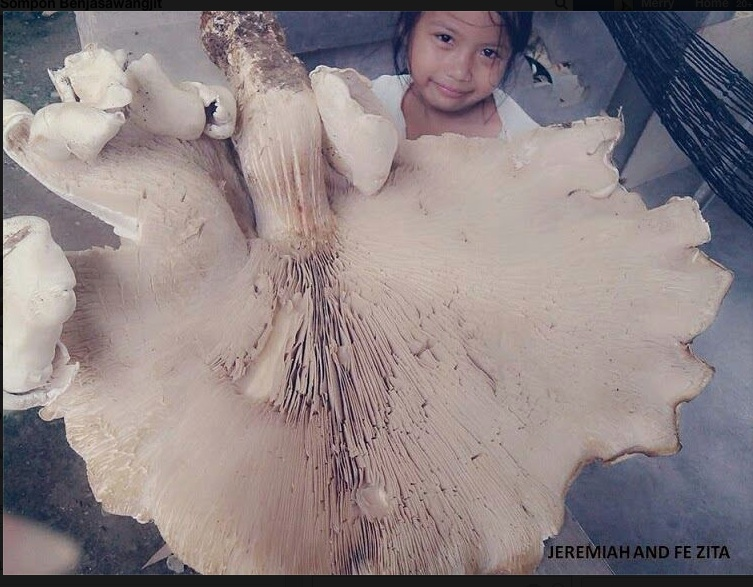
Termitomyces titanicus, le plus grand champignon comestible connu.
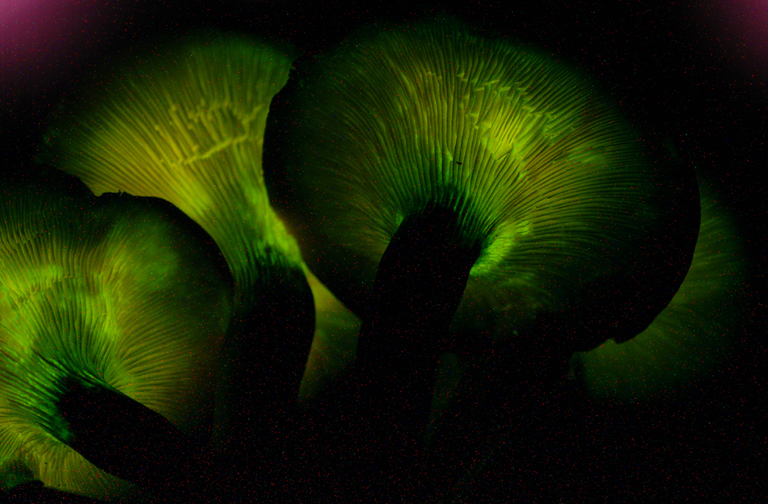
L’Octoshroom dans le film Avatar évoque les lamelles bioluminescentes d'un Foxfire, le Pleurote de l'olivier[73].
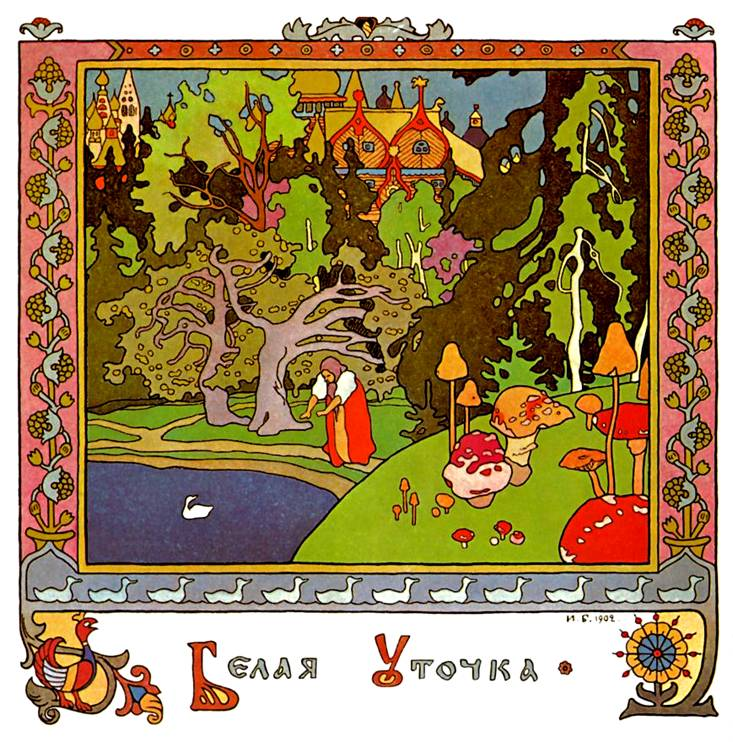
Livre pour enfants La guerre des champignons d'Elena Polenova illustré par Ivan Bilibin.
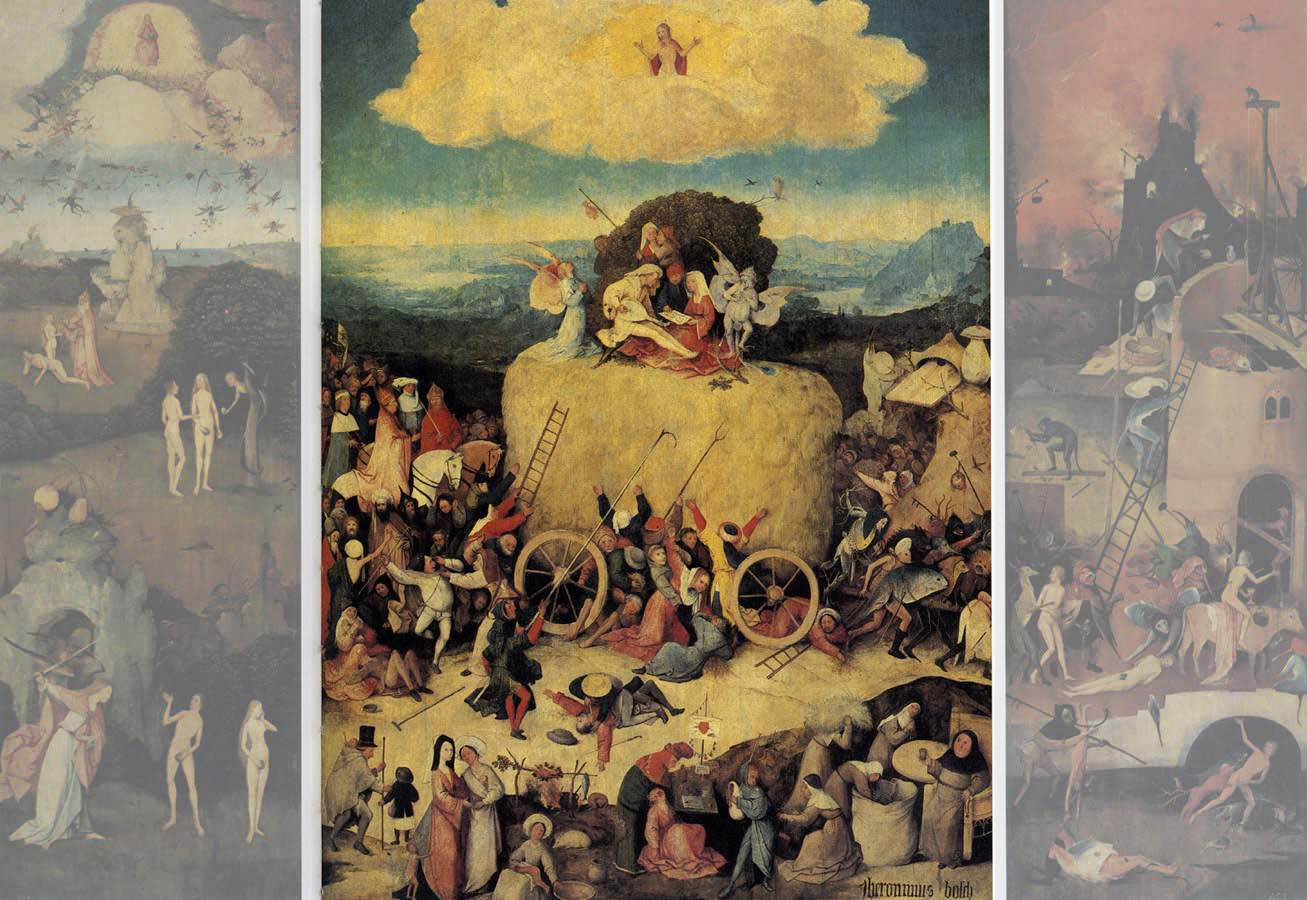
Dans Le Chariot de foin de Jérôme Bosch, un bolet Satan géant garde l'entrée de la grotte du diable.

### Dans l'art

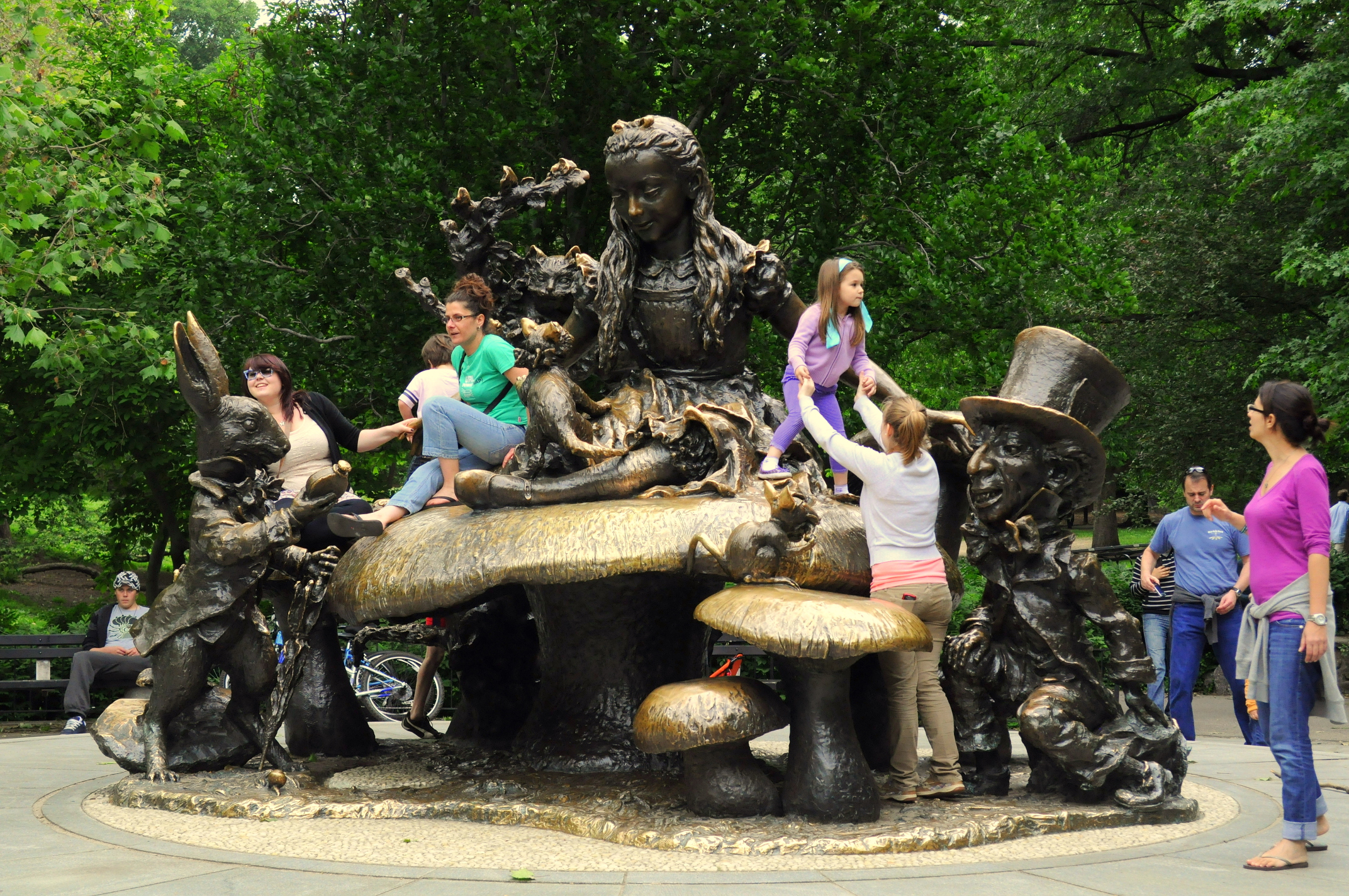
Alice in Wonderland, sculpture par Jose de Creeftin dans Central Park, New York.

L'artiste chrétien médiéval représente rarement les champignons, considérés comme maléfiques, si ce n'est pour évoquer leur symbolisme démoniaque. Un bolet à pied rouge et une amanite tue-mouches figurent au centre du triptyque Le Jardin des délices de Jérôme Bosch. Tout comme dans Les Aventures d'Alice au pays des merveilles, le champignon évoquerait plutôt les effets hallucinogènes de certains champignons, dits magiques, modifiant la perception de la réalité.
Les artistes contemporains s'intéressent eux aussi aux champignons, fascinants parce qu'ils poussent dans la pourriture et prolifèrent sur des organismes morts.
Par exemple, un artiste comme Michel Blazy travaille, entre autres, sur les moisissures et pourrissements microscopiques générés par les altérations biologiques sur des installations éphémères. La prolifération incontrôlée de micro-organismes dont les transformations et changements d’état sont autant de moments nécessaires à l’activation de ce type d'œuvre et à son développement, au sens propre du terme.

### Expressions francophones
- Pousser comme un champignon : grandir très vite ;
- une ville champignon : une ville nouvelle qui s'est développée très rapidement, à l'instar des sporophores ;
- appuyer sur le champignon : accélérer en actionnant la pédale d'accélérateur d'un véhicule à moteur ;
- un champignon atomique : nuage formé lors d'une explosion nucléaire ;
- né comme un champignon : (ironique) né apparemment de nulle part, comme un champignon, c'est-à-dire de père inconnu ;
- un accessoire de type « butée de porte » s'appelle un champignon ;
- les butées mécaniques qui renvoient la boule au flipper sont les bumpers ou champignons en français.

### Calendrier républicain
- Dans le calendrier républicain, Champignon était le nom attribué au 8e jour du mois de floréal[78].

### Mode
Les champignons sont utilisés depuis peu dans la mode. En effet, on a réussi à créer un cuir à base de champignons, une peau extraite du chapeau du champignon.